# Lahr/Schwarzwald

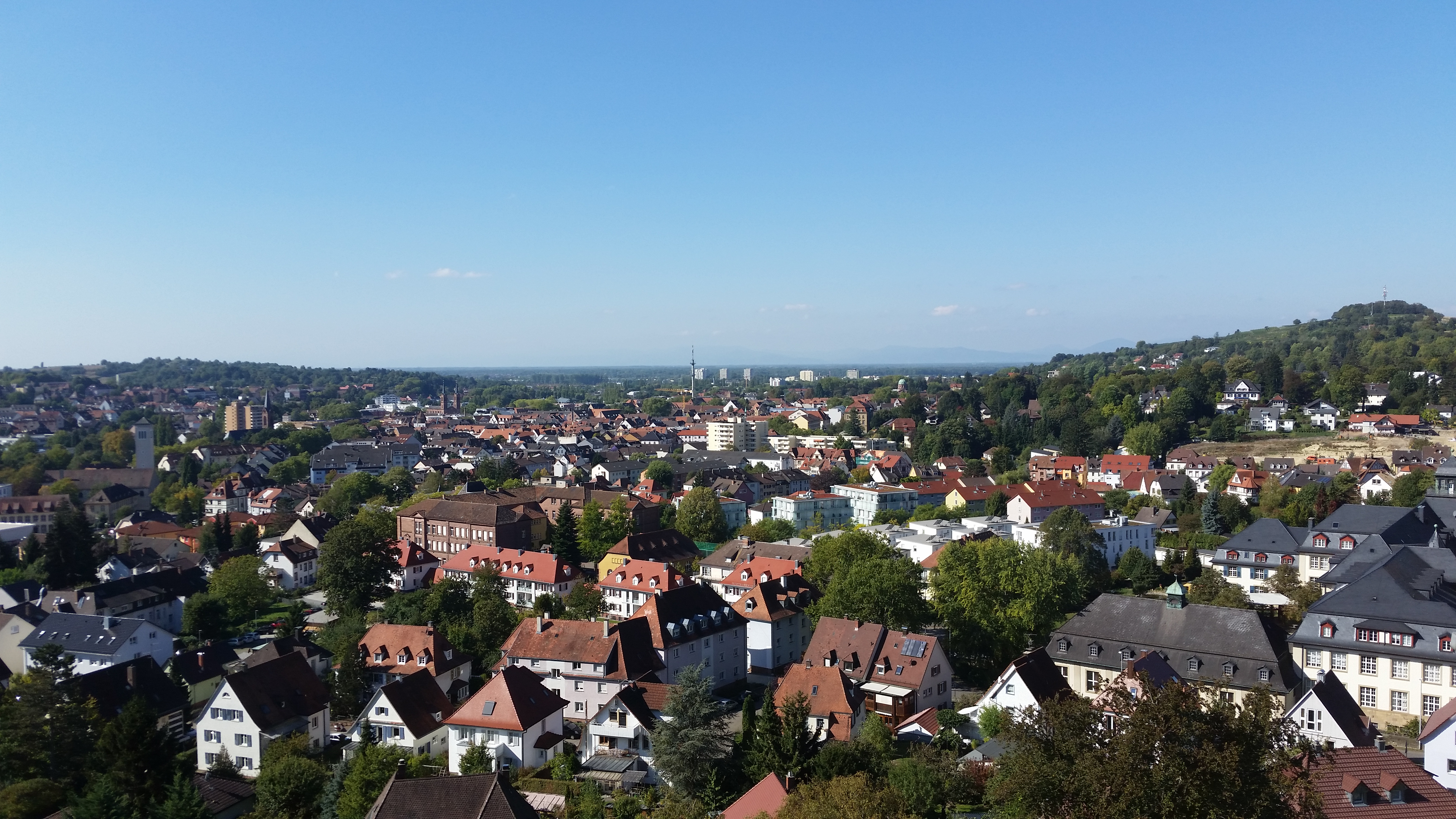
Lahr/Schwarzwald (Sommer 2015)

Lahr/Schwarzwald (bis 30. September 1978 nur Lahr) ist eine Große Kreisstadt im Ortenaukreis im Westen Baden-Württembergs. Sie ist nach der Kreisstadt Offenburg die zweitgrößte Stadt des Ortenaukreises und bildet ein Mittelzentrum für die umliegenden Gemeinden.
Mit Inkrafttreten der baden-württembergischen Gemeindeordnung wurde Lahr 1956 zur Großen Kreisstadt. Mit der Gemeinde Kippenheim ist die Stadt eine Vereinbarte Verwaltungsgemeinschaft eingegangen.

## Geografie

### Geografische Lage
Lahr liegt am Westrand des Schwarzwaldes, auf der östlichen Seite der Rheinebene an den Ausläufern des Schuttertals.
Lahr liegt etwa 38 km nördlich von Freiburg im Breisgau und 100 km südlich von Karlsruhe. 40 km nordwestlich liegt Straßburg.

### Gewässer
Die Schutter erreicht vom Schwarzwald kommend im Südosten das Stadtgebiet. Sie durchfließt dann in nordwestlicher Richtung die Stadtteile Reichenbach und Kuhbach, anschließend die Kernstadt (die Altstadt liegt am rechten Ufer des Flusses) und den Stadtteil Dinglingen. Hier wendet sich der Fluss nach Norden, durchfließt den Stadtteil Hugsweier und verlässt dann wieder das Stadtgebiet.
Unweit von Dinglingen zweigt der Schutterentlastungskanal ab.

### Nachbarorte
Im Uhrzeigersinn, beginnend im Norden, grenzen folgende Städte und Gemeinden an die Stadt Lahr/Schwarzwald:
- Friesenheim
- Seelbach
- Kippenheim
- Mahlberg
- Schwanau
- Meißenheim

### Stadtgliederung
Das Stadtgebiet von Lahr gliedert sich in die Kernstadt, zu der heute auch der 1899 eingemeindete Ort Burgheim sowie die 1933 eingegliederte Gemeinde Dinglingen gehören. Beide sind heute mit Lahr zusammengewachsen.
Hinzu kommen die im Rahmen der Gemeindereform der 1970er Jahre eingegliederten Gemeinden und heutigen Stadtteile Hugsweier, Kippenheimweiler, Kuhbach, Langenwinkel, Mietersheim, Reichenbach und Sulz.
siehe auch Burg Burgheim
Zu einigen Stadtteilen gehören teilweise weitere separat gelegene Wohnplätze mit eigenem Namen, die meist nur sehr wenige Einwohner haben, inzwischen aber teilweise auch schon mit dem Hauptort zusammengewachsen sind. Andererseits gibt es auch neue Wohngebiete mit eigenem Namen, deren Grenzen meist jedoch nicht genau festgelegt sind.
Im Einzelnen gehören folgende Wohnplätze bzw. Siedlungen zu den Stadtteilen:
- zu Kuhbach: Brudertal
- zur Kernstadt: Schutterlindenberghof, Waldfrieden
- zu Reichenbach: Eichberg, Gereut, Giesenhof, Langeck, Poche, Schindelhöfe
- zu Sulz: Dammenmühle, Ernethof, Hohberg, Langenhard

### Klima
Lahr liegt in einer Zone mit warm- und feucht-gemäßigtem Klima. Das Klima in dieser Region weist leichte Unterschiede zwischen Hochs und Tiefs auf, und es gibt das ganze Jahr über ausreichend Niederschlag. Es ist jedoch fast ein „feuchtes subtropisches Klima“, da die Durchschnittstemperaturen im Juli und August knapp 22 °C betragen und die Oberrhein-Region ein subtropisches Klima über die Sommermonate erzeugt.
|                        | Jan  | Feb  | Mär  | Apr  | Mai  | Jun  | Jul  | Aug  | Sep  | Okt  | Nov  | Dez  |   |       |
| Mittl. Temperatur (°C) | 2,8  | 4,0  | 7,4  | 11,2 | 15,2 | 19,7 | 21,8 | 21,1 | 16,5 | 11,7 | 6,9  | 4,6  | ⌀ | 11,9  |
| Mittl. Tagesmax. (°C)  | 5,4  | 7,7  | 12,5 | 17,0 | 20,6 | 25,4 | 28,0 | 27,6 | 22,4 | 16,3 | 10,2 | 7,3  | ⌀ | 16,7  |
| Mittl. Tagesmin. (°C)  | 0,2  | 0,4  | 2,4  | 5,4  | 9,8  | 14,1 | 15,5 | 14,6 | 10,5 | 7,0  | 3,6  | 1,9  | ⌀ | 7,2   |
|                        |      |      |      |      |      |      |      |      |      |      |      |      |   |       |
| Niederschlag (mm)      | 48,4 | 36,5 | 32,8 | 55,6 | 79,7 | 63,4 | 42,1 | 44,5 | 43,7 | 43,3 | 49,4 | 37,1 | Σ | 576,5 |
|                        |      |      |      |      |      |      |      |      |      |      |      |      |   |       |
| Sonnenstunden (h/d)    | 1,4  | 3,3  | 4,9  | 6,4  | 7,0  | 8,3  | 8,9  | 8,0  | 6,6  | 3,5  | 2,1  | 1,8  | ⌀ | 5,2   |
|                        |      |      |      |      |      |      |      |      |      |      |      |      |   |       |
| Regentage (d)          | 18,3 | 11,2 | 13,4 | 11,9 | 13,6 | 12,9 | 10,1 | 9,7  | 10,8 | 11,2 | 14,5 | 13,7 | Σ | 151,3 |

| 0,2 |

| 0,4 |

| 2,4 |

| 5,4 |

| 9,8 |

| 14,1 |

| 15,5 |

| 14,6 |

| 10,5 |

| 7,0 |

| 3,6 |

| 1,9 |

| 0,2 |

| 0,4 |

| 2,4 |

| 5,4 |

| 9,8 |

| 14,1 |

| 15,5 |

| 14,6 |

| 10,5 |

| 7,0 |

| 3,6 |

| 1,9 |

### Raumplanung
Lahr/Schwarzwald bildet ein Mittelzentrum innerhalb des Verbands Region Südlicher Oberrhein mit dem zugehörigen Oberzentrum Offenburg (ein weiteres Oberzentrum der Region ist Freiburg im Breisgau). Zum Mittelbereich Lahr gehören neben der Stadt Lahr/Schwarzwald noch die Städte und Gemeinden Ettenheim, Friesenheim, Kappel-Grafenhausen, Kippenheim, Mahlberg, Meißenheim, Ringsheim, Rust (Baden), Schuttertal, Schwanau und Seelbach.

## Geschichte

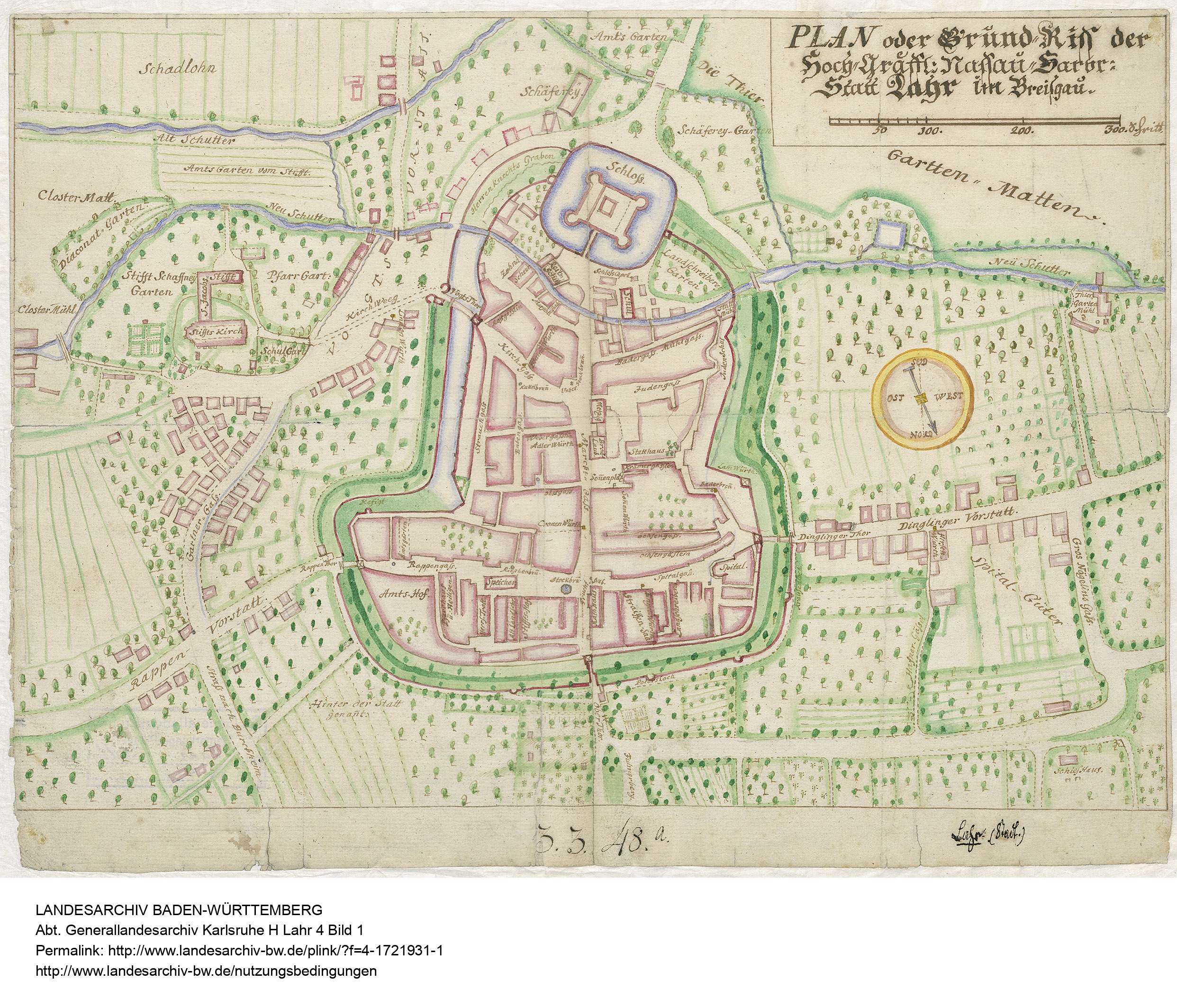
Stadtplan von 1726

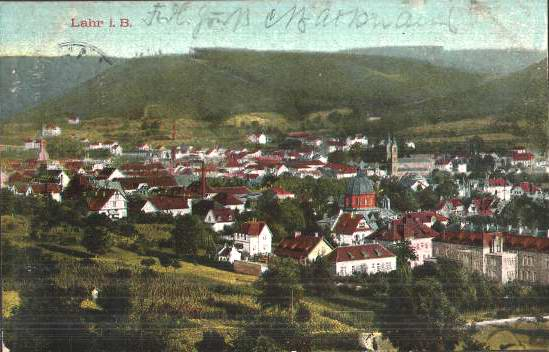
Lahr 1909

### Bis zum 18. Jahrhundert
Auf der Gemarkung Lahr-Dinglingen zwischen Schutter, dem Gewann „Mauerfeld“ und im Gewerbegebiet fanden sich Reste einer römischen Siedlung (vicus) mit mehrphasiger Bebauung. Der Befund zeigt einen gallorömischen Umgangstempel, Brunnen, Töpferei, Wirtschaftsgebäude und Streifenhaus in Fachwerktechnik, eine charakteristische Bauweise der Römer vor allem in den Nordwestprovinzen. Die Fundstücke befinden sich in der Sammlung des Stadtmuseums.
Die Siedlung Lahr entstand um den Storchenturm Lahr, eine Tiefburg der Geroldsecker aus dem Jahre 1220, und wurde vermutlich 1278 zur Stadt erhoben. Das 1377 erneuerte Stadtprivileg bildete bis zum Ende des Heiligen Römischen Reichs den Eckpfeiler der städtischen Freiheiten und erlaubte im 18. Jahrhundert wegen seiner deutlichen Steuerprivilegien den Aufschwung der Stadt als Handelszentrum.
Bei der Geroldseckischen Hausteilung 1277 kam Lahr zur unteren Herrschaft (Herrschaft Lahr-Mahlberg). Als die Lahr-Mahlberger Linie mit Heinrich III. von Geroldseck 1426 im Mannesstamm ausstarb, fiel das Erbe an Graf Johann I. von Moers-Saarwerden. 1442 verpfändeten die Grafen von Moers-Saarwerden die Hälfte des Lahr-Mahlberger Erbes an die Markgrafen von Baden, die schließlich 1497 ihren Teil käuflich erwarben, womit sich die Herrschaft fortan jeweils zur Hälfte im Besitz der Markgrafen von Baden und der Grafen von Moers-Saarwerden befand. Ersteren folgten 1533 die Markgrafen von Baden-Baden, letzteren folgten 1527 die Grafen von Nassau-Saarbrücken. Die religiösen Spannungen zwischen den katholischen Baden-Badenern und den protestantischen Nassauern führten unter Markgraf Wilhelm von Baden-Baden 1629 zur Realteilung des Kondominats Lahr-Mahlberg durch Losentscheid, wobei Mahlberg an Baden-Baden, Lahr an Nassau fiel.
Nach starken Bevölkerungsrückgängen im Dreißigjährigen Krieg wurde die Stadt 1677 während des Holländischen Kriegs von französischen Truppen unter dem Marschall Créquy in Brand gesetzt. Wichtigste Ereignisse im 18. Jahrhundert waren die verschiedenen „Lahrer Prozesse“ der Bürgerschaft gegen ihre eigene Landesherrschaft, die 1726 und 1778 zu Gunsten der Bürger entschieden wurden und in der Stadt das von der Herrschaft intendierte absolutistische System verhinderten.

### 19. Jahrhundert
1803 kam Lahr mit seinem Umland an Baden und die Stadt wurde Sitz eines badischen Amtes, das im Laufe der Geschichte mehrmals verändert wurde.
Im 19. Jahrhundert war Lahr eine bedeutende Druckerstadt. So hat auch der aus einer Druckerei hervorgegangene Burda-Verlag, der heute im benachbarten Offenburg beheimatet ist, den Ursprung seiner Firmengeschichte z. T. in Lahr.

### 20. Jahrhundert
Schon von 1898 bis 1919 sowie von 1936 bis 1945 war Lahr Garnisonsstadt. Nach dem Zweiten Weltkrieg wurde Lahr Stützpunkt französischer Streitkräfte (bis zum NATO-Austritt Frankreichs). Von 1969 bis in die 1990er Jahre hatte das Hauptquartier der kanadischen NATO-Streitkräfte in Europa hier seinen Sitz. Durch den anschließenden Zuzug ehemaliger Russlanddeutscher bzw. Spätaussiedler, insgesamt 9000 Menschen, und von ca. 4000 Menschen anderer Nationalitäten hat derzeit etwa jeder vierte Bürger Lahrs einen Geburtsort im Gebiet der ehemaligen Sowjetunion. Nach dem Abzug der kanadischen Streitkräfte blieb eine kleine Gemeinde kanadischer Bürger – ca. 200 meist ehemalige Zivilangestellte des Militärs – in Lahr zurück.
Bereits 1939 war Lahr Kreisstadt des aus dem bisherigen Bezirksamt Lahr hervorgegangenen Landkreises Lahr geworden, der später das Kfz-Kennzeichen „LR“ bekam. Bei der Kreisreform zum 1. Januar 1973 wurde der Landkreis Lahr aufgelöst und seine Gemeinden dem neu gebildeten Ortenaukreis zugeordnet. Lahr war somit die mit Abstand größte Stadt im ehemaligen Regierungsbezirk Südbaden (Freiburg), die ihren gleichnamigen Landkreis und dessen Kreissitz verloren hatte.
Einige Szenen des kanadischen Politthrillers Power Play wurden 1974 mit kanadischen Truppen in Lahr gedreht.

### Stadtteile
Auch die Stadtteile Lahrs haben eine lange Geschichte. Die meisten gehörten zur Herrschaft Lahr (Hugsweier, Burgheim, Dinglingen, Langenwinkel und Mietersheim) und teilten folglich die Geschicke der Stadt. 1803 kamen sie an Baden und waren Gemeinden im Amtsbezirk Lahr, bevor sie 1972 in die Stadt Lahr eingegliedert wurden. Hugsweier wurde 1341 als „Hugeswilre“, Burgheim 1035 als „Burcheim“, Dinglingen 961 als „Tuntelinga“, Mietersheim 762 als „Mutherisheim“ und Sulz 1270 als „Sulz“ erstmals erwähnt.
Langenwinkel ist ein recht junges Dorf. Es wurde zunächst ab 1787 auf der Gemarkung Dinglingen im nassauischen Waldgebiet, das hierfür gerodet wurde, angelegt. 1790 wurde das erste Haus errichtet, und 1797 wurde Langenwinkel eine selbständige Gemeinde, die mit Lahr 1803 an Baden kam. Nach 1951 wurde in der unmittelbaren Nachbarschaft der Flugplatz der französischen Streitkräfte angelegt. Dies führte zu einer erheblichen Belastung für die Einwohner Langenwinkels. 1965 beschloss daher das Bundesverteidigungsministerium, den Ort zu verlegen. Er wurde einige Kilometer südöstlich unweit des Hurster Hofes zwischen 1968 und 1971 neu angelegt.

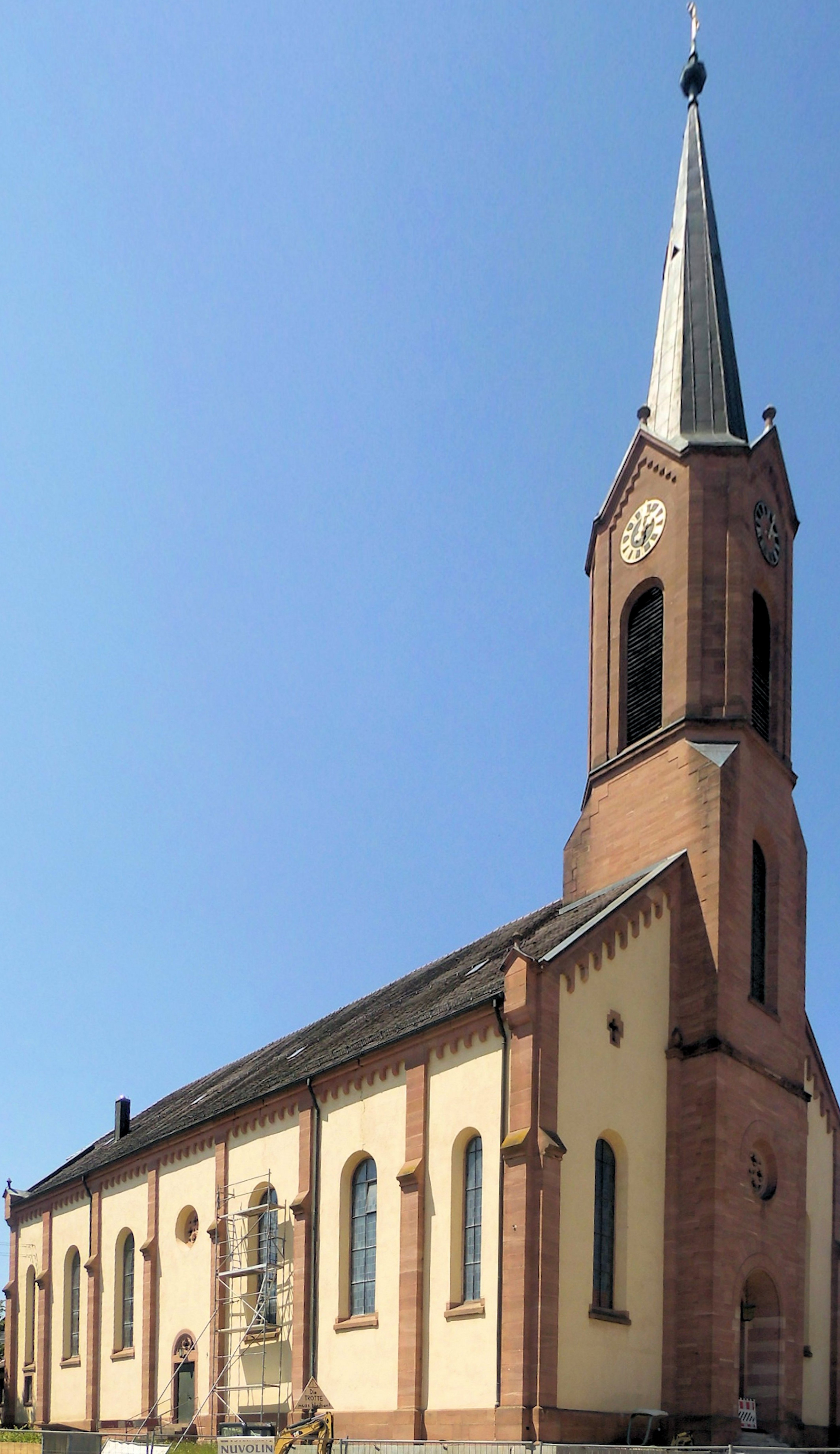
Kirche St. Peter, Stadtteil Sulz
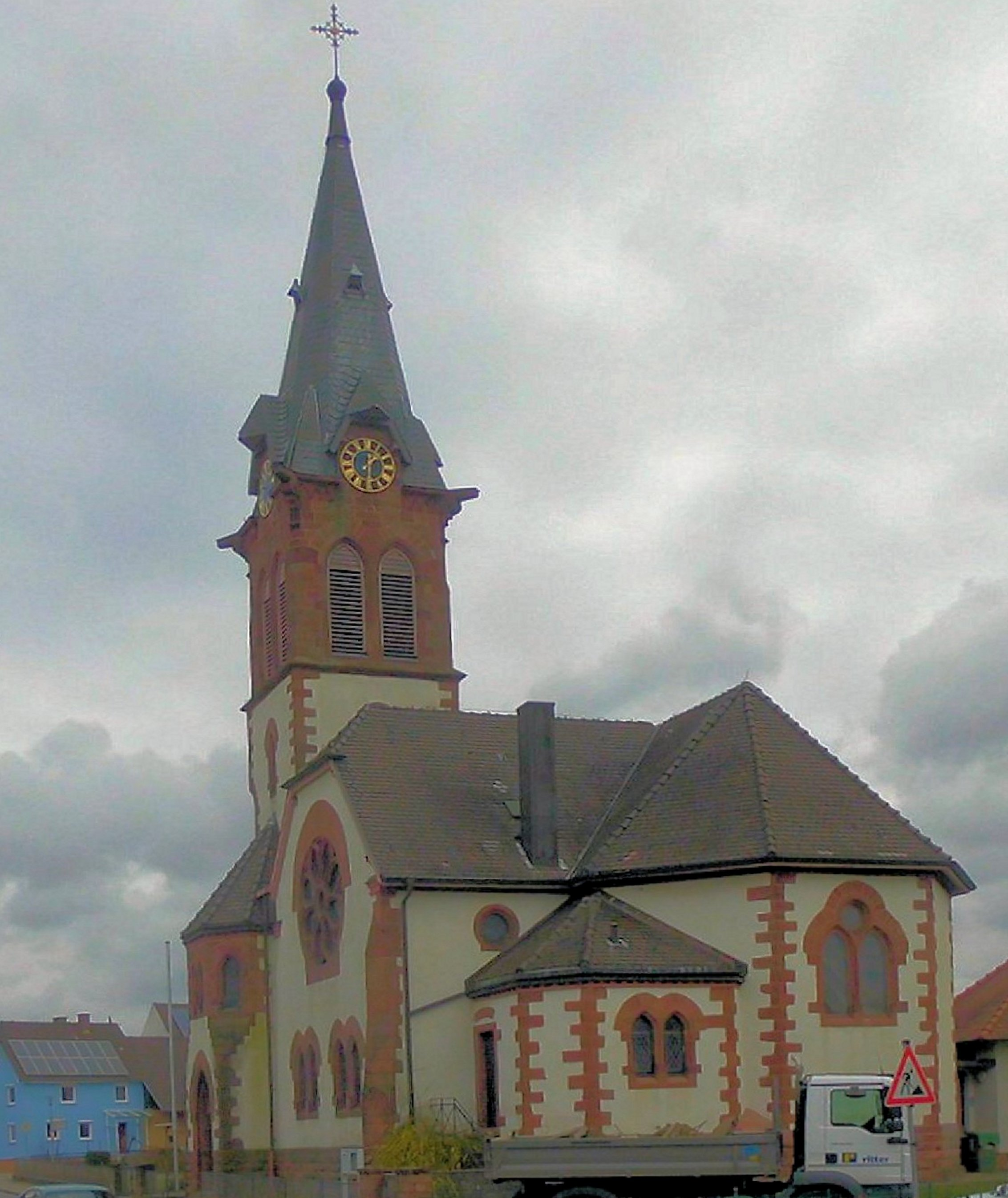
Erlöserkirche Kippenheimweiler

Kippenheimweiler wurde 1417 als „Wilre“ bzw. 1462 als „Kippenwiler“ erstmals erwähnt. Es war ein Ausbauort Kippenheims und kam mit diesem 1629 an die badische Herrschaft Mahlberg, ab 1810 zum Amt Ettenheim und erst nach dessen Auflösung 1924 zum Bezirksamt Lahr.
Kuhbach wurde 1035 als „Cuobach“ erstmals erwähnt. Es gehörte zunächst den Geroldseckern und kam bei deren Teilung 1278 an Hohengeroldseck (Vogtei Seelbach). Kirchlich gehörte es zunächst zu Burgheim, dann zur Pfarrei Lahr. Nach der Gegenreformation in Hohengeroldseck wurde der Ort wieder katholisch. Der Ort kam erst 1819 an Baden und wurde dann dem Bezirksamt Lahr zugeordnet.
Reichenbach wurde 1270 als „Richenbach“ erstmals erwähnt. Der Ort war zwischen Geroldseck und Tiersberg geteilt. Der Tiersberger Teil kam im 14. Jahrhundert über Schwarzenberg und Ettendorf, Hummel von Staufenberg nach und nach an Baden, die den Ort an die Röder zu Lehen gaben. Der hohengeroldseckische Teil kam über die Cronberg an die Grafen von der Leyen. Reichenbach war zunächst evangelisch, wurde aber ab 1658 wieder katholisch. Der baden-rödersche Teil kam 1806 an die Grafschaft Geroldseck, wurde mit dieser 1815 österreichisch und wurde 1819 an Baden (Amt Hohengeroldseck) abgetreten. Erst 1832 kam Reichenbach zum Bezirksamt Lahr.

### 21. Jahrhundert
Die ersten Stolpersteine für Verfolgte und Opfer des Nationalsozialismus wurden in Lahr im Januar 2004 verlegt, siehe Liste der Stolpersteine in Lahr/Schwarzwald.

### Eingemeindungen
Folgende Gemeinden wurden in die Stadt Lahr/Schwarzwald eingemeindet:
- 1899: Burgheim
- 1933: Dinglingen
- 1. Januar 1972 (Gebietsreform in Baden-Württemberg): Hugsweier, Kippenheimweiler, Kuhbach, Langenwinkel, Mietersheim, Reichenbach und Sulz[5]

### Einwohnerentwicklung

Einwohnerentwicklung von Lahr-Schwarzwald von 1804 bis 2017 nach nebenstehender Tabelle

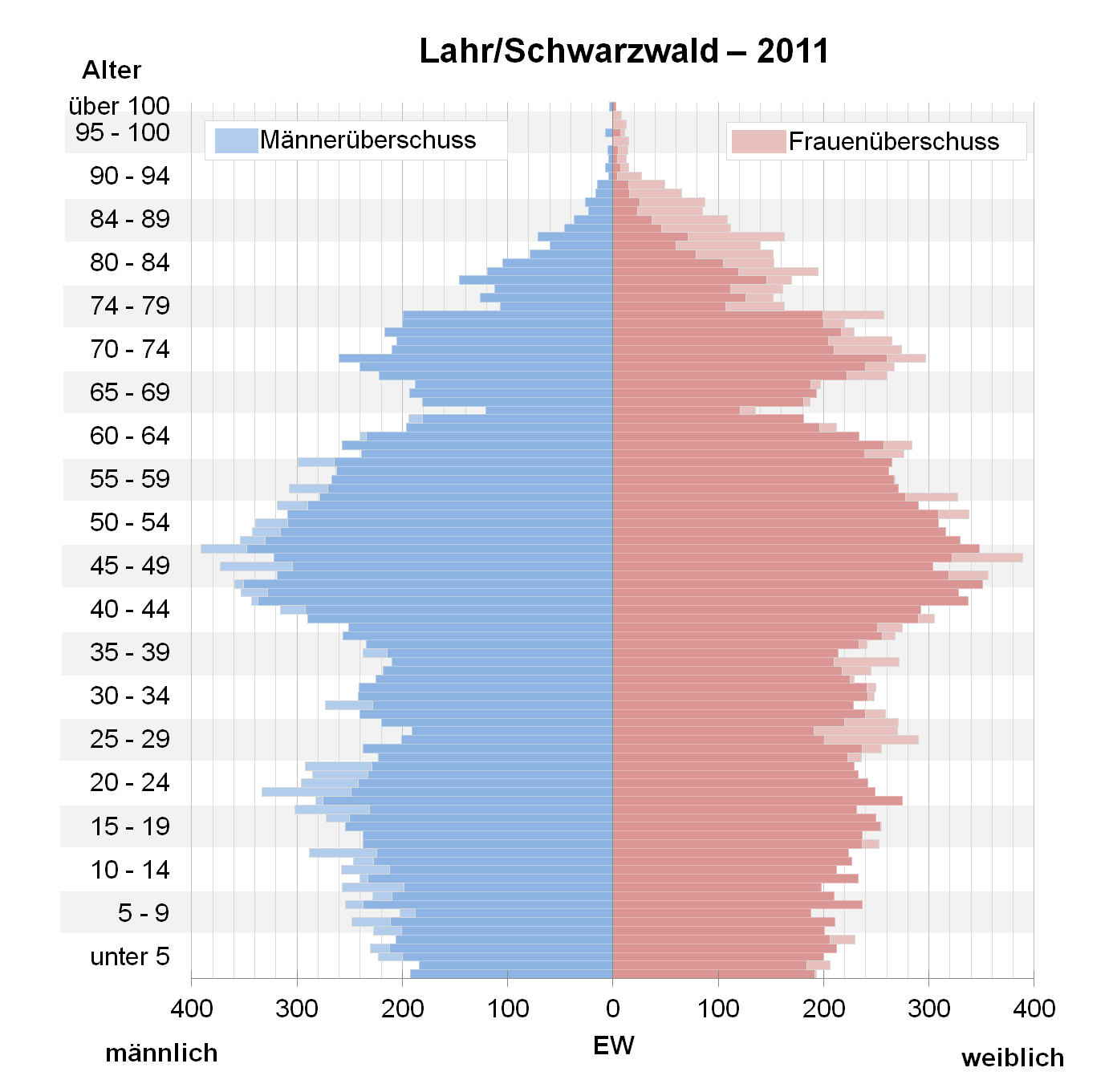
Bevölkerungspyramide für Lahr/Schwarzwald (Datenquelle: Zensus 2011)

Einwohnerzahlen nach dem jeweiligen Gebietsstand. Die Zahlen sind Volkszählungsergebnisse (¹) oder amtliche Fortschreibungen der jeweiligen Statistischen Ämter (nur Hauptwohnsitze).

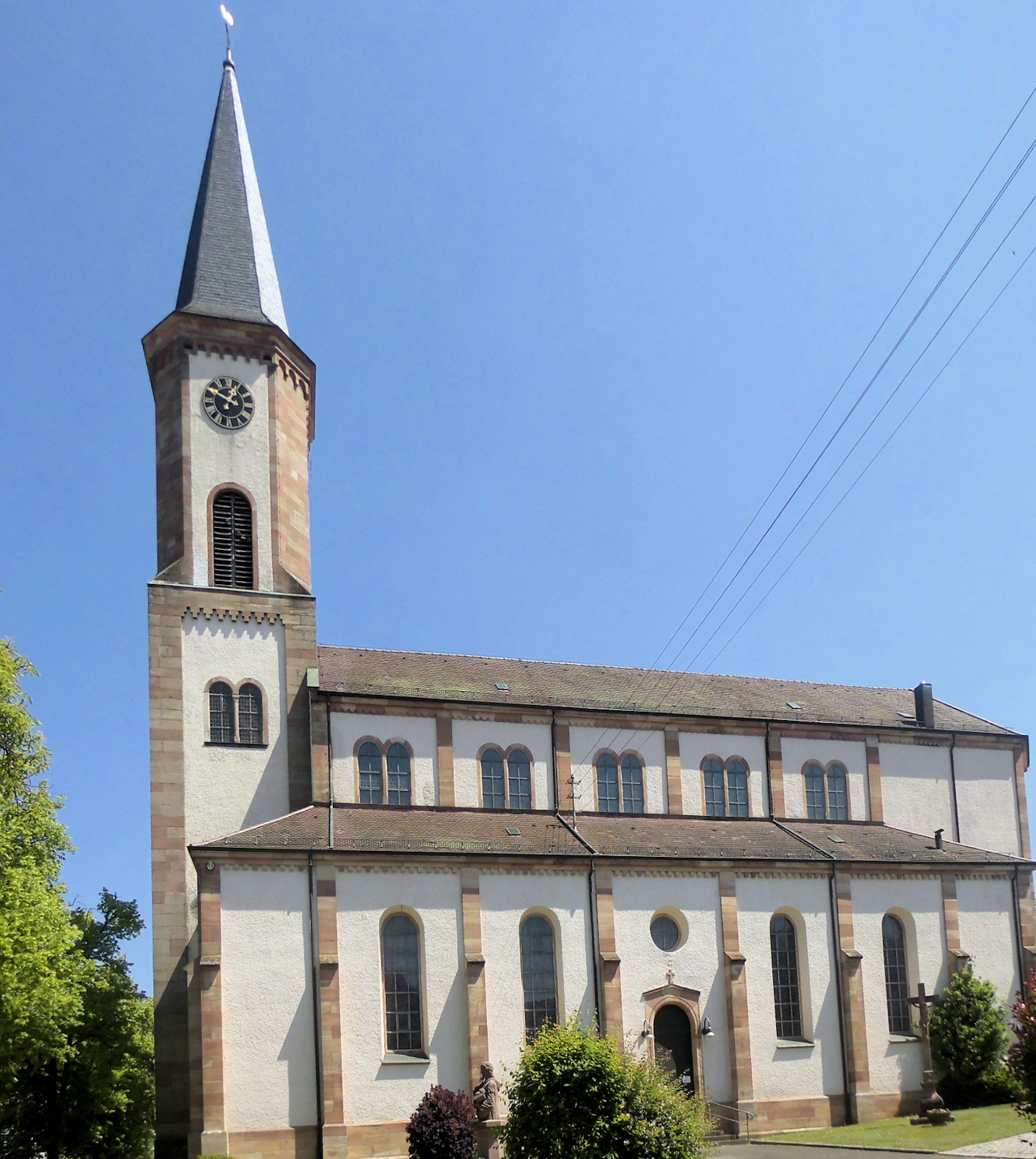
Kirche St. Stephanus im Stadtteil Reichenbach

| Jahr                 | Einwohner |
| -------------------- | --------- |
| 1804                 | 4.753     |
| 1815                 | 4.371     |
| 1852                 | 6.939     |
| 1. Dezember 1871     | 9.173     |
| 1. Dezember 1880 ¹   | 11.152    |
| 1. Dezember 1900 ¹   | 16.068    |
| 1. Dezember 1910 ¹   | 17.919    |
| 16. Juni 1925 ¹      | 16.609    |
| 16. Juni 1933 ¹      | 16.807    |
| 17. Mai 1939 ¹       | 18.100    |
| 1946                 | 16.662    |
| 13. September 1950 ¹ | 19.530    |
| 6. Juni 1961 ¹       | 22.599    |

| Jahr              | Einwohner |
| ----------------- | --------- |
| 27. Mai 1970 ¹    | 24.725    |
| 31. Dezember 1975 | 35.570    |
| 31. Dezember 1980 | 35.465    |
| 25. Mai 1987 ¹    | 33.141    |
| 31. Dezember 1990 | 34.719    |
| 31. Dezember 1995 | 42.021    |
| 31. Dezember 2000 | 42.555    |
| 31. Dezember 2005 | 43.648    |
| 31. Dezember 2010 | 43.827    |
| 31. Dezember 2015 | 44.884    |
| 31. Dezember 2020 | 47.551    |
| 31. Dezember 2023 | 49.420    |

¹ Volkszählungsergebnis

## Religionen

### Konfessionsstatistik
Laut Zensus 2011 waren 38,7 % Einwohner evangelisch und 34,7 % römisch-katholisch. 26,6 % gehörten anderen Konfessionen oder Glaubensgemeinschaften an oder waren konfessionslos. Der Anteil der Protestanten und Katholiken an der Gesamtbevölkerung ist seitdem jährlich um 1,5 Prozentpunkte gesunken. Gemäß dem Zensus 2022 waren 29,1 % der Einwohner evangelisch, 26,7 % katholisch, und 44,2 % waren konfessionslos, gehörten einer anderen Glaubensgemeinschaft an oder machten keine Angabe.
Im Jahr 2022 und 2023 traten in Lahr jedes Jahr zirka 1 % der Gesamtbevölkerung aus der Kirche aus (440 Menschen im Jahr 2023 und 342 im Vorjahr).
Die Lahrer Türkisch-Islamische Gemeinde hat laut Vorsitzendem Hasan Babur 320 Mitglieder – plus Familien, sodass rund 1.200 Menschen regelmäßig die Moschee besuchten. „Dazu kommen Muslime auch aus Ländern, etwa afrikanischen, die bei uns willkommen sind. Insgesamt sind es sicherlich 4.000.“ Seit 1982 hat der Verein eine Moschee in der Stadt. Anfangs war sie in der Kaiser-, ab 1996 in der Friedrichstraße. Weil sie zu klein wurde, wurde um rund drei Millionen Euro neu gebaut und vor zwei Jahren Einweihung gefeiert (Stand 13. Oktober 2021).

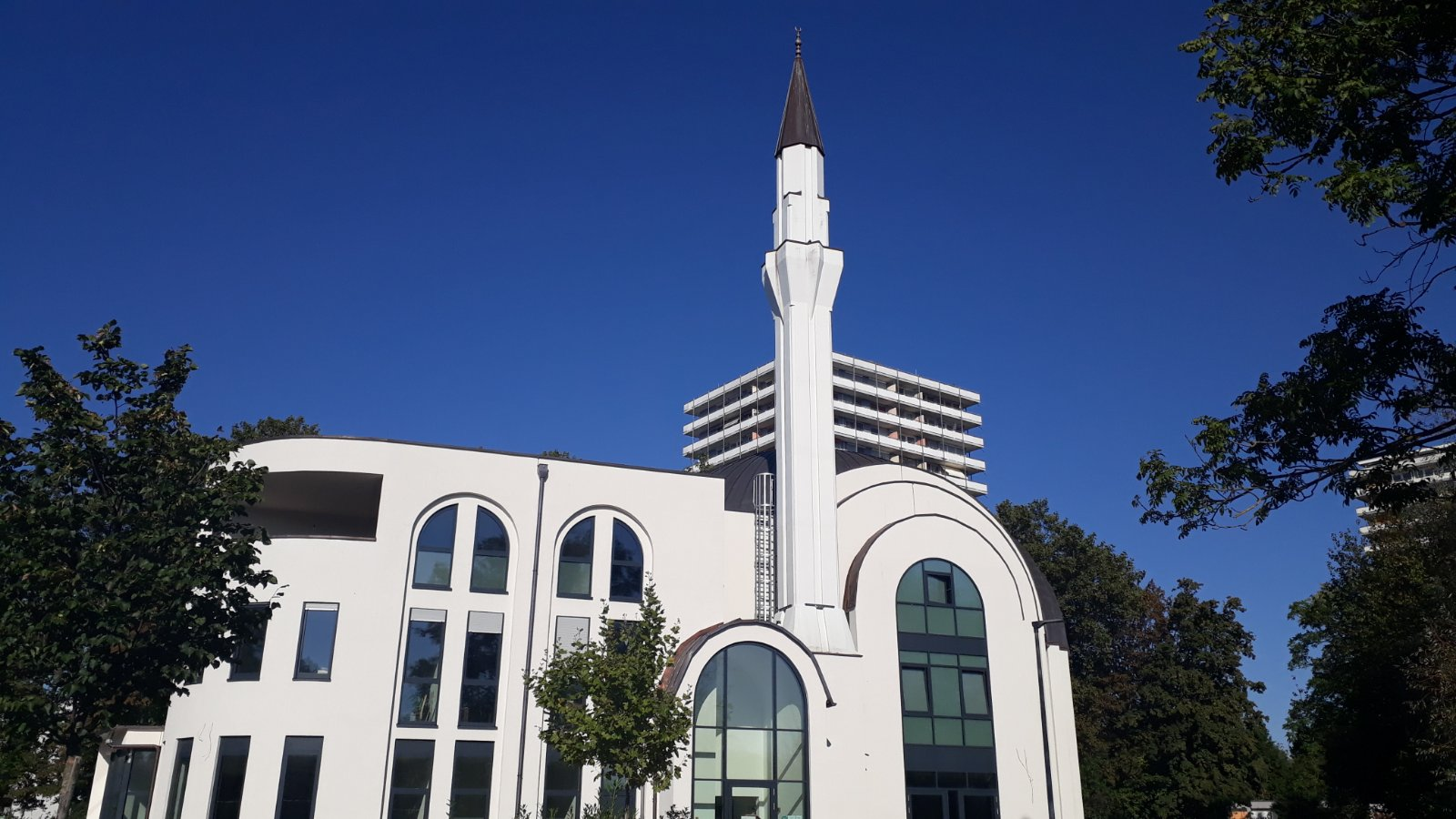
Die Moschee in Lahr: Ulu Cami Lahr/Schwarzwald im Stadtteil Dinglingen in der Vogesenstraße

### Geschichte
Das Lahrer Umland gehörte bis zur Gründung des Erzbistums Freiburg im Jahr 1821 zum Bistum Straßburg. Die Stadt wurde ursprünglich von den Pfarreien Dinglingen und Burgheim betreut. 1259 wurde vor den Toren der Stadt ein Augustinerkloster der Steigerherren gegründet, das 1482 in ein Kollegiatstift regulierter Augustiner-Chorherren umgewandelt wurde.
1492 wurde die Pfarrei Burgheim nach Lahr verlegt und die ehemalige Klosterkirche wurde Pfarrkirche Lahrs (Stiftskirche). Lahr war danach über Jahrhunderte eine ausschließlich evangelische Stadt. Die Stiftskirche wurde in badischer Zeit Sitz eines Dekans für das gesamte Umland. Aus der Stiftsgemeinde entstanden weitere Kirchengemeinden, und zwar die Christusgemeinde und die Friedensgemeinde. Diese schlossen sich später zu einer Gesamtkirchengemeinde zusammen. Zu dieser gehören auch die Johannesgemeinde Sulz, die Luthergemeinde, Paulusgemeinde und Melanchthongemeinde in Dinglingen bzw. Lahr-West und die Petrusgemeinde Burgheim. Weitere evangelische Kirchengemeinden gibt es in den Stadtteilen Hugsweier, Kippenheimweiler und Langenwinkel, während Langenwinkel von der Pfarrei Hugsweier und Kippenheimweiler von der Nachbarpfarrei Kippenheim betreut wird. Die Protestanten aus Kuhbach und Reichenbach werden von der Gemeinde Seelbach und die von Mietersheim von Lahr betreut. Die meisten protestantischen Kirchengemeinden gehören zum Dekanat Ortenau der Evangelischen Landeskirche in Baden. Auch der Evangelische Gemeinschaftsverband AB und der Liebenzeller Gemeinschaftsverband sind in Lahr ansässig. Daneben gibt es in Lahr auch Gemeinden, die zu Freikirchen gehören, darunter Evangelisch-Freikirchliche Gemeinden (Baptisten), die Evangelisch-methodistische Kirche, die Adventgemeinde und eine Freie Christengemeinde. Auch die Neuapostolische Kirche ist in Lahr vertreten.
Anfang des 19. Jahrhunderts zogen auch wieder Katholiken nach Lahr. 1843 wurde die katholische Pfarrei gegründet und ab 1846 wurde die eigene Kirche St. Peter und Paul erbaut. Die 2. Pfarrei wurde St. Marien 1960 (Kirche von 1954/56). Weitere katholische Gemeinden gibt es in Dinglingen (Hl. Geist mit Filialkirche St. Martin Hugsweier), Kuhbach (Mariä Himmelfahrt und Kapelle Unserer Lieben Frau), Reichenbach und Sulz (St. Peter und Paul). In Sulz bestand zwischen 1773 und 1959 ein Simultaneum zwischen evangelischer und katholischer Gemeinde. Die katholischen Gemeinden gehören zum Dekanat Lahr des Erzbistums Freiburg.

### Jüdische Gemeinde
zu Beginn der 1880er Jahre kam es zu antisemitischen Aktionen, als es während eines Viehmarktes mit Plakaten und Handzetteln Proteste gegen die Anwesenheit jüdischer Händler gab.
Während des Novemberpogroms 1938 wurden von Mitgliedern der Gebietsführerschule der Hitlerjugend Schaufenster eingeschlagen und jüdische Wohnungen geplündert und Kultgegenstände aus dem Betraum geworfen. Zusammen mit jüdischen Einwohnern aus nahegelegenen Dörfern wurden die jüdischen Bürgenr mit LKWs durch die Straßen Stadt gefahren und zur Schau gestellt, wobei Schulklassen Spalier stehen mussten. Einige jüdische Bürger wurden in das KZ Dachau deportiert. Die verliebenen jüdischen Bürger wurden im „Judenhaus“ in der Schlossergasse untergebracht. Am 22. Oktober 1940 wurden die noch in Lahr lebenden jüdischen Einwohner zusammen mit über 6.000 badischen und pfälzischen Juden im Rahmen der „Wagner-Bürkel-Aktion“ in das südfranzösische Internierungslager Gurs deportiert.
Seit 1988 erinnert eine Gedenktafel an einem Gebäude in der Bismarckstraße an die jüdischen Einwohner von Lahr. Ein Mahnmal für die Opfer der Deportationen befindet sich am Friedrich-Ebert-Platz. Ab 2004 wurden von Künstler Gunter Demnig Stolpersteine zum Gedenken an die Opfer des NS-Regimes verlegt.

## Politik

### Gemeinderat
Der Gemeinderat wird für fünf Jahre direkt gewählt und hat 32 Mitglieder, die die Bezeichnung Stadtrat führen.

Die Kommunalwahl am 9. Juni 2024 brachte bei einer Wahlbeteiligung von 48,29 % (2019: 45,51 %) das in den nebenstehenden Diagrammen dargestellte Ergebnis.
Die bei Gemeindereform 1972 eingegliederten Stadtteile sind zugleich Ortschaften im Sinne der baden-württembergischen Gemeindeordnung, das heißt, es gibt jeweils einen von den Wahlberechtigten bei jeder Kommunalwahl zu wählenden Ortschaftsrat mit einem Ortsvorsteher als Vorsitzenden. Jede Ortschaft hat eine Ortschaftsverwaltung, quasi ein „Rathaus vor Ort“.

### Oberbürgermeister
An der Spitze der Stadt standen anfangs vier Ratsmitglieder, die „Vierer“, ab 1377 zwölf gewählte Ratsfreunde, darunter vier Bürgermeister. Daneben gab es einen Stadtamtmann bzw. Vogt oder Schultheiß, der zwischen der Herrschaft und der Stadt vermittelte. Im 19. Jahrhundert gab es einen Bürgermeister und einen Rat mit elf Mitgliedern sowie einen größeren Bürgerausschuss. 1888 wurde die Städteordnung eingeführt. Seither gibt es einen Oberbürgermeister an der Spitze der Stadt. Dieser wird heute von der Bevölkerung auf acht Jahre gewählt. Er ist Vorsitzender des Gemeinderats. Seine allgemeinen Stellvertreter sind der oder die Erste Beigeordnete mit der Amtsbezeichnung „Erster Bürgermeister“ bzw. „Erste Bürgermeisterin“ und der Beigeordnete mit der Amtsbezeichnung „Bürgermeister“.
Amtsträger seit 1889

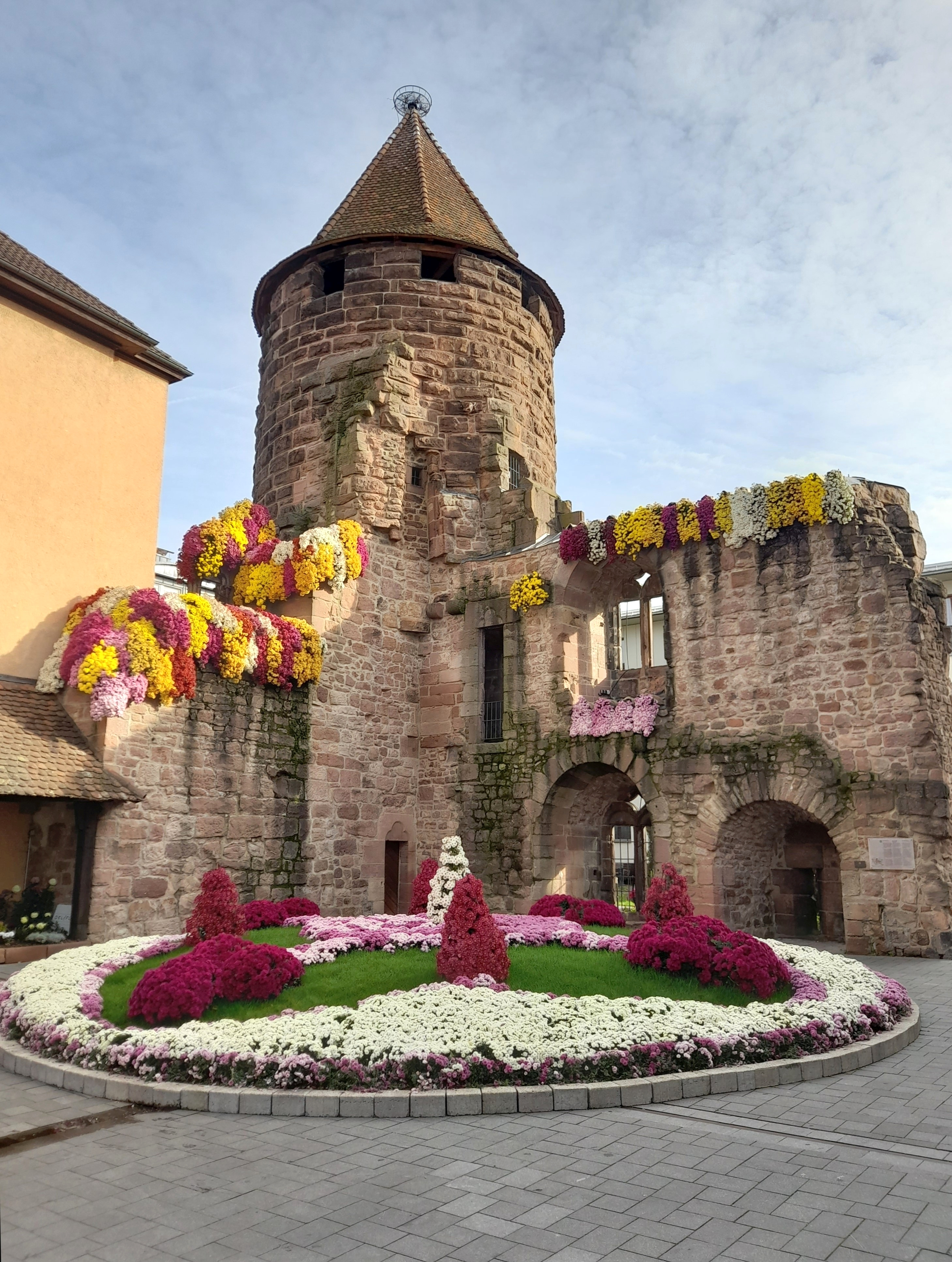
Storchenturm Chrysanthema 2022

| - 1889–1899: Gustav Schlusser - 1899–1928: Gustav Altfelix - 1928–1929: Rudolf Binz - 1929–1933: Heinrich Wolters - 1933–1945: Karl Winter - 1945–1952: Paul Waeldin, FDP | - 1952–1961: Heinrich Friedrich - 1961–1981: Philipp Brucker - 1981–1997: Werner Dietz, CDU - 1997–2019: Wolfgang G. Müller, SPD - seit 2019: Markus Ibert |

### Wappen
Blasonierung der Stadt Lahr/Schwarzwald: „Gespalten von Gold und Blau, vorne ein roter Balken (= ehemalige geroldseckische Farben), hinten eine durchgehende, schwarzgefugte, silberne Mauer mit drei Schwalbenschwanzzinnen, offenem, spitzbogigem Tor mit hochgezogenem, schwarzem Fallgatter, oben zwei schwarze Bogenfenster zwischen zwei schwarzen Leisten.“
Die Stadtflagge ist blau-weiß. Das Wappensymbol ist schon in den Siegeln seit 1305 bezeugt. Es handelt sich um das Wappen der Stadtgründer derer von Geroldseck sowie um das damals übliche Symbol für Städte, die Mauer. Letztere wurde im 15. Jahrhundert durch einen Zinnenturm ersetzt. Von 1898 bis 1958 zeigte das Wappen lediglich den Zinnenturm mit einem Engelskopf als Schildhalter. Diese Darstellung war seit dem 18. Jahrhundert bekannt, doch kehrte man 1958 wieder zum alten Wappen zurück.

### Städtepartnerschaften
Lahr/Schwarzwald unterhält mit folgenden Städten eine Städtepartnerschaft:
- Dole, Region Bourgogne-Franche-Comté, Frankreich, seit 1962
- Belleville, Ontario, Kanada, seit 1972
- Alajuela, Provinz Alajuela, Costa Rica, seit 2006

### Stadtgulden Lahr
Im Herbst 2017 hat sich der Lahrer Gemeinderat einstimmig für eine dreijährige Pilotphase des Bürgerbudgets ausgesprochen. Ab Februar 2019 können Projektvorschläge eingebracht werden, im Oktober 2019 wird der erste „Tag der Entscheidung“ stattfinden.

### Kinderbetreuung
Die Stadt Lahr hat heute eine sehr hohe Geburtenrate. Die Verwaltung führt das auf verschiedene Angebote zur Betreuung von zwischen einem und zehn Jahre alten Kindern zurück, wie Kindertagesstätten und Schülerhilfen, die sie auch in Zusammenarbeit mit anderen Trägern organisiert.

## Kultur und Sehenswürdigkeiten

### Sehenswürdigkeiten

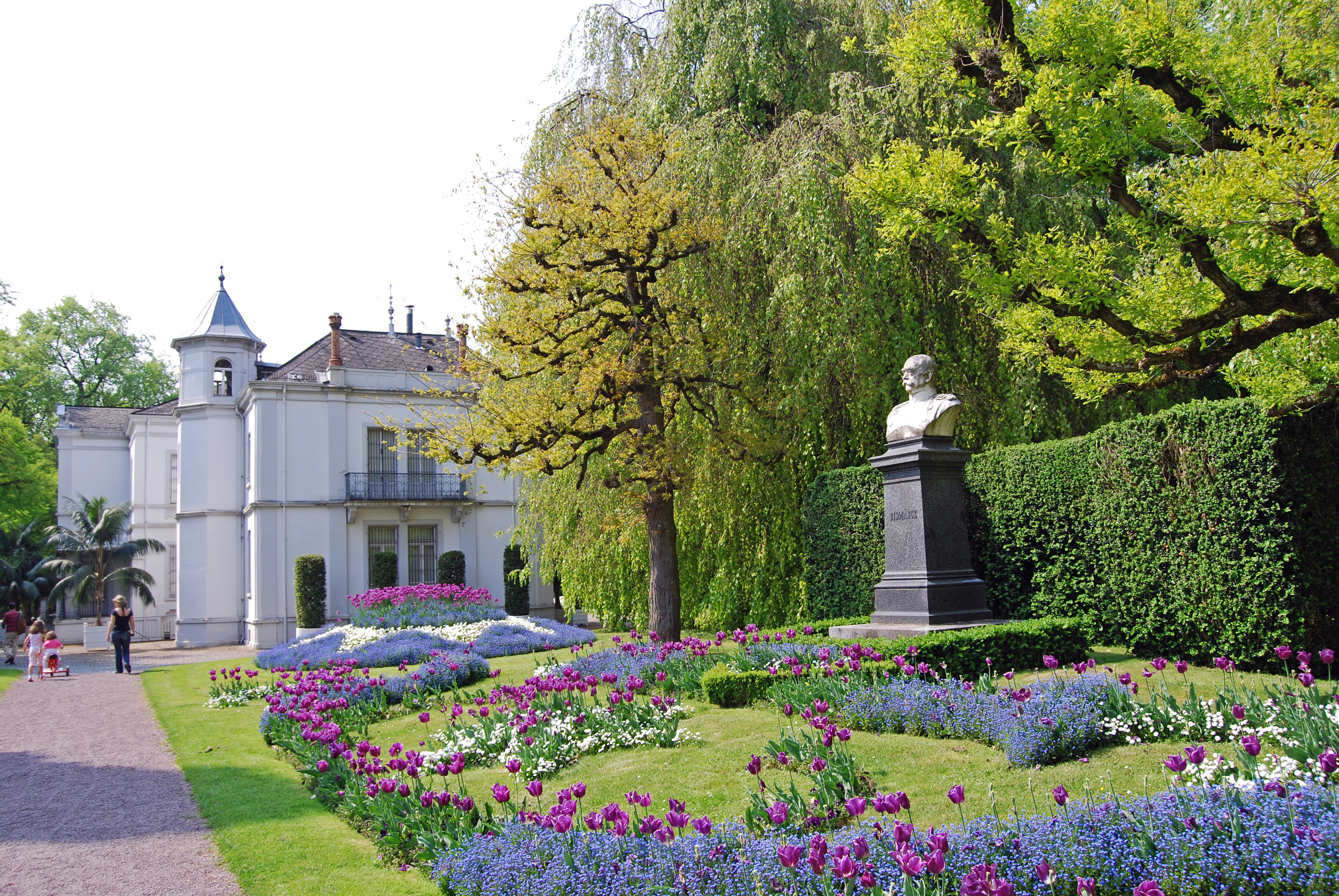
Stadtpark Lahr mit dem Bismarckdenkmal

Lahrer Sehenswürdigkeiten

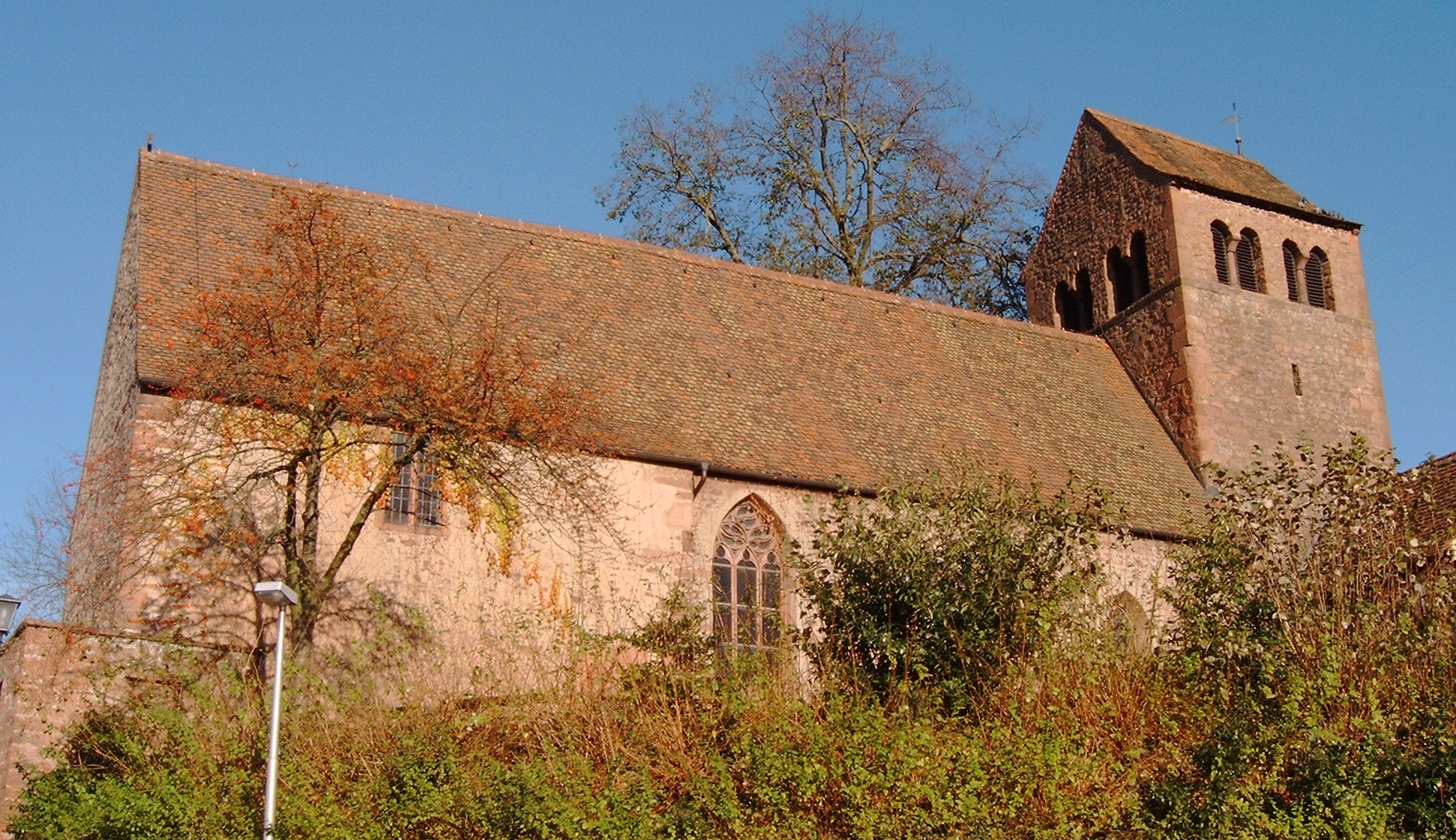
Lahr im Schwarzwald: Burgheimer Kirche

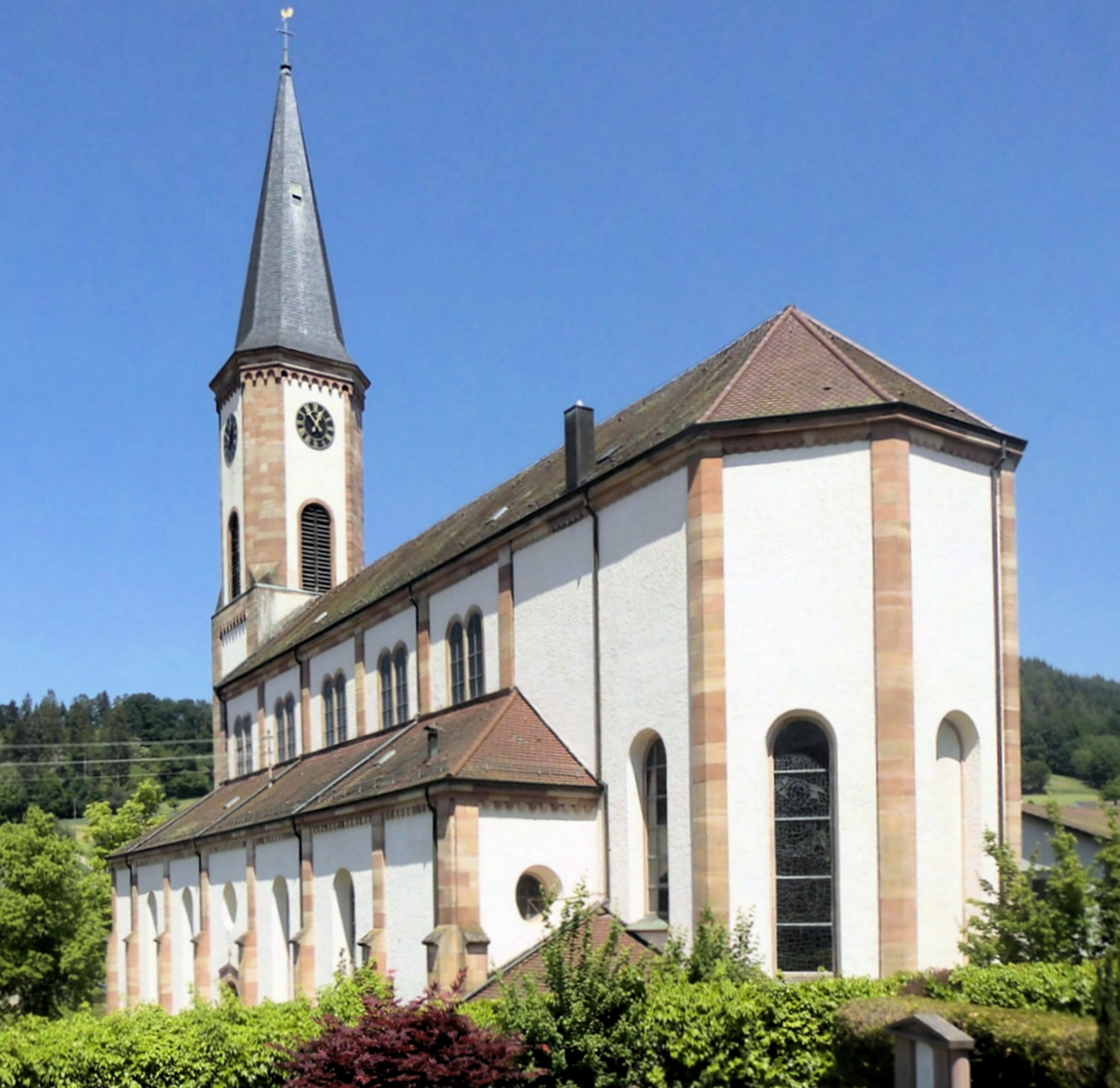
St. Stephanus in Reichenbach

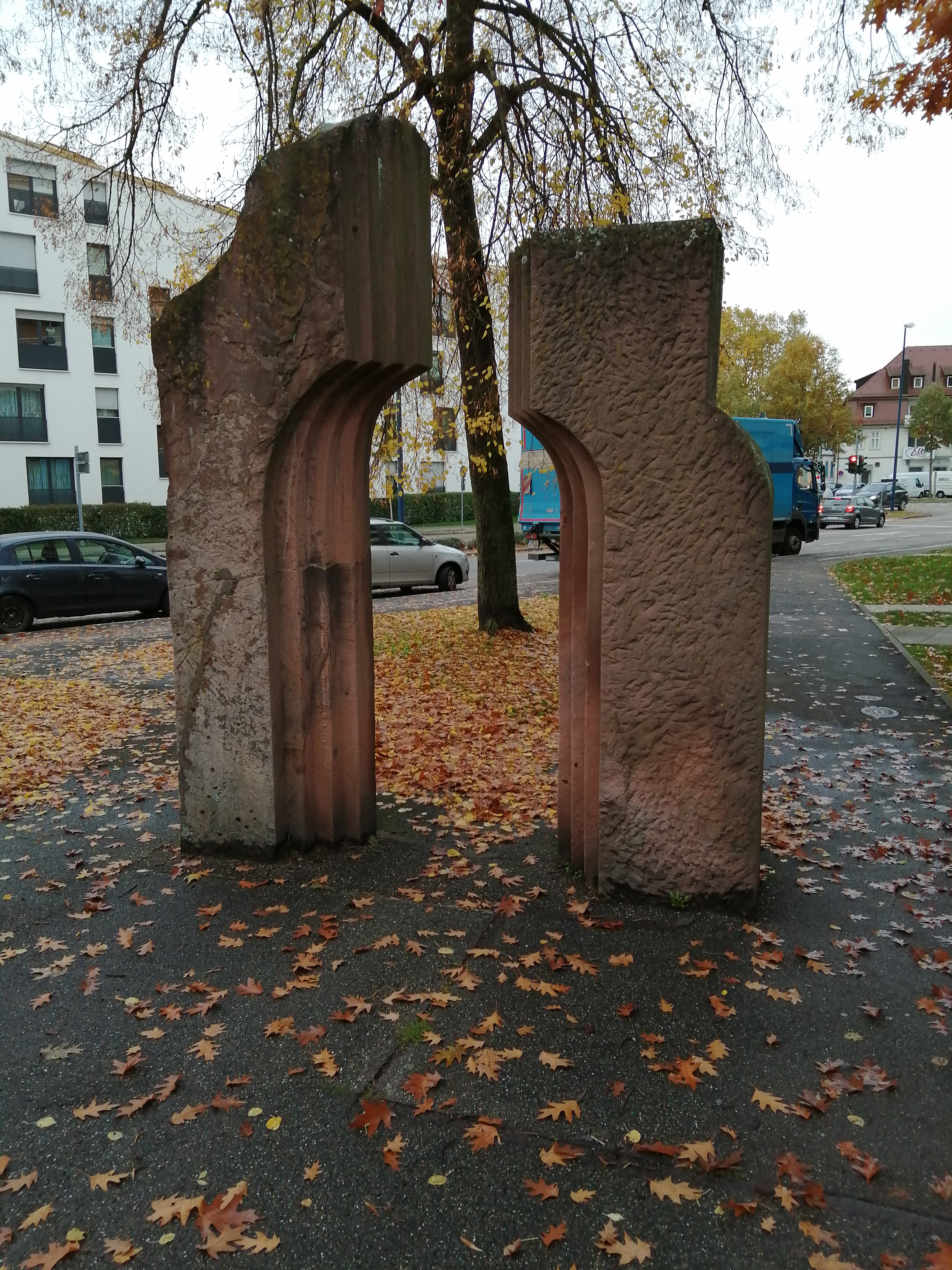
Stadttor von Gerhard Class

Der Storchenturm ist das bekannteste Wahrzeichen der Stadt. Es handelt sich um den Rest der ehemaligen Tiefburg derer von Geroldseck, der ebenso wie Reste der alten Stadtmauer noch erhalten ist. Im Stadtteil Reichenbach befindet sich die Hammerschmiede.
Sehenswert ist auch der Stadtpark Lahr mit Museum in der Villa Jamm. Östlich des Stadtparks liegt die evangelische Christuskirche, 1880 errichtet aus Mitteln der Stiftung C.W. Jamms. Ihre kupfergedeckte Kuppel ist weithin sichtbar.
Am 18. Juni 1893 wurde im Stadtpark das Denkmal für Reichskanzler Otto von Bismarck feierlich enthüllt. Die Büste schuf der Bildhauer Adolf von Donndorf aus Laaser Marmor.
Wohl zu den markantesten Punkten der Stadt zählt das Alte Rathaus von 1608 mit wieder freigelegten Arkaden und einer spätgotischen Freitreppe.
Das Neue Rathaus der Stadt Lahr, einst als Industriellenvilla im Klassizismus erbaut, besitzt eine Fassade nach Entwurf von Friedrich Weinbrenner.
1960–1962 wurden die Rundhochhäuser von Klaus Humpert zusammen mit Hans-Walter Henrich erbaut.
Am Urteilsplatz befindet sich Baden-Württembergs einziges Café, das unter Denkmalschutz steht, das Café Süßes Löchle. Ende des 19. Jahrhunderts wurde es von Eugen Hildebrand eröffnet. Nach ihm führte die Konditorin Gertrud Hauser den Betrieb weiter, die ihn an ihre Nichte Hildegard Seidel übergab, die in diesem Betrieb aufgewachsen war. Mit dem Tod von Seidel war die Zukunft des Cafés ungewiss. Lahrer Bürger gründeten eine gemeinnützige AG, die sich über zehn Jahre für den Erhalt des Cafés einsetzte. Während dieser Zeit war Maria Kiesele die Pächterin des Cafés. Roland und Adelheid Wagner kauften 2017 das Gebäude und sanierten es, zuvor war es nur 1921 renoviert worden. Im Januar 2020 schien eine Schließung unvermeidlich, was jedoch abgewendet werden konnte. 2020 erhielt das Gebäude den Denkmalschutzpreis Baden-Württemberg des Schwäbischen Heimatbundes und des Landesvereins Badische Heimat.

#### Kirchen
- Die heutige Hauptkirche der Stadt ist die evangelische Stiftskirche, ehemals zu Unserer Lieben Frau, eine frühgotische dreischiffige Basilika mit 1874 errichtetem Westturm. Sie geht auf eine Stiftung der Geroldsecker aus dem Jahr 1259 zurück, aus der auch das heutige Stift hervorging. Der Bau entstand noch im 13. Jahrhundert im Stil der Gotik. Um 1500 wurde ein Westturm angefügt, 1850 erfolgte durch den Architekten Friedrich Eisenlohr eine durchgreifende Restaurierung. 1874 riss man den baufälligen spätgotischen Westturm ab und ersetzte ihn durch den heutigen nach Entwurf von Ludwig Diemer.[20]
- Älter ist jedoch die Burgheimer Kirche (auch Peterskirche), eine romanische Chorturmkirche mit gotischen Wandmalereien. Sie stellt wohl eine der ältesten Kirchen rechts des Oberrheins dar.
- Zwischen 1877 und 1880 wurde die Christuskirche Lahr als zweite evangelische Kirche der Stadt errichtet. Dabei handelt es sich um einen Kuppelbau im Stil der italienischen Renaissance.
- Die evangelische Friedenskirche im Süden der Stadt wurde 1956 errichtet.
- Die erste katholische Kirche St. Peter und Paul wurde 1846 im neoromanischen Stil mit Doppelturmfassade errichtet.
- Die zweite Pfarrkirche ist St. Marien, 1954–1956 erbaut u. 1967 erweitert.
- Evangelische Martinskirche Dinglingen (Barock, erbaut 1784).
- Katholische Kirche Heilig Geist Dinglingen (erbaut 1910/1911), mit einem Hochaltar von Peter Valentin und seit 1916 zwei Seitenaltären und einem Orgelgehäuse aus der Werkstätte der Gebrüder Moroder.[21]
- Evangelische Melanchthonkirche Dinglingen (erbaut 1979).

In den Stadtteilen gibt es folgende Kirchen und Kapellen:
- Evangelische Kirche Hugsweier (ehemals St. Margarethen, erbaut 1755 bis 1790).
- Katholische Filialkirche St. Martin Hugsweier (erbaut 1966).
- Evangelische Filialkirche Kippenheimweiler (erbaut 1902).
- Katholische Kapelle St. Gallus in Kuhbach (erbaut im 13. Jahrhundert).
- Katholische Kirche Mariae Heimsuchung in Kuhbach (erbaut 1908).
- Evangelische Kapelle Mietersheim (erbaut im 16./17. Jahrhundert).
- Katholische Kirche Reichenbach (erbaut 1846 bis 1848 im neoromanischen Stil).
- Katholische Marienkapelle am Eichberg in Reichenbach (erbaut 1958).[22]
- Katholische Kirche St. Peter und Paul in Sulz (erbaut 1864 im neoromanischen Stil).
- Evangelische Johanneskirche Sulz (erbaut 1960).
- Evangelische Kirche Langenwinkel (erbaut 1970).
- St.-Blasius-Kapelle in Kippenheimweiler.

#### Moschee
- Ulu Camii Lahr/Schwarzwald in Dinglingen (erbaut von 2016 bis 2020 als Teil des Ensembles der Landesgartenschau 2018)

### Sport
Die Stadt Lahr hat mehrere Sportplätze, Sporthallen, Hockey- und Tennisplätze, unter anderem das Stadion Dammenmühle, den Sportplatz Klostermatte, sowie das Hallensportzentrum, das zwei Sporthallen und das Hallenbad beinhaltet. Außerdem gibt es in Lahr-Reichenbach einen 18-Loch Golfplatz.
Das größte Freibad in Lahr ist das Terrassenbad, direkt am Hang des Schutterlindenberges gelegen. Es besitzt ein 50-m Becken mit Sprungbecken, ein Attraktionsbecken mit Riesenrutsche, Wasserpilz und Strudel sowie ein Kinder- und Babybecken. Außerdem steht noch ein Beachvolleyballfeld zur Verfügung.
In Lahr gibt es 86 Sportvereine, vom Angelverein bis zum Yachtclub. Der Turnverein Lahr von 1846 ist mit nahezu 2000 Mitgliedern der größte Sportverein Lahrs. Der Lahrer Fußballverein 1903 spielt in der Verbandsliga Südbaden (2012/2013) und war unter dem Namen Sportfreunde Lahr 1949 Meister der Vorgängerliga 1. Amateurliga.

### Brauchtum
In Lahr wird die schwäbisch-alemannische Fastnacht gefeiert. Die Narrenzunft Grusilochzottli ist die älteste der Stadt und gehörte zu den Gründungsmitglieder des Verbands Oberrheinischer Narrenzünfte.

### Regelmäßige Veranstaltungen

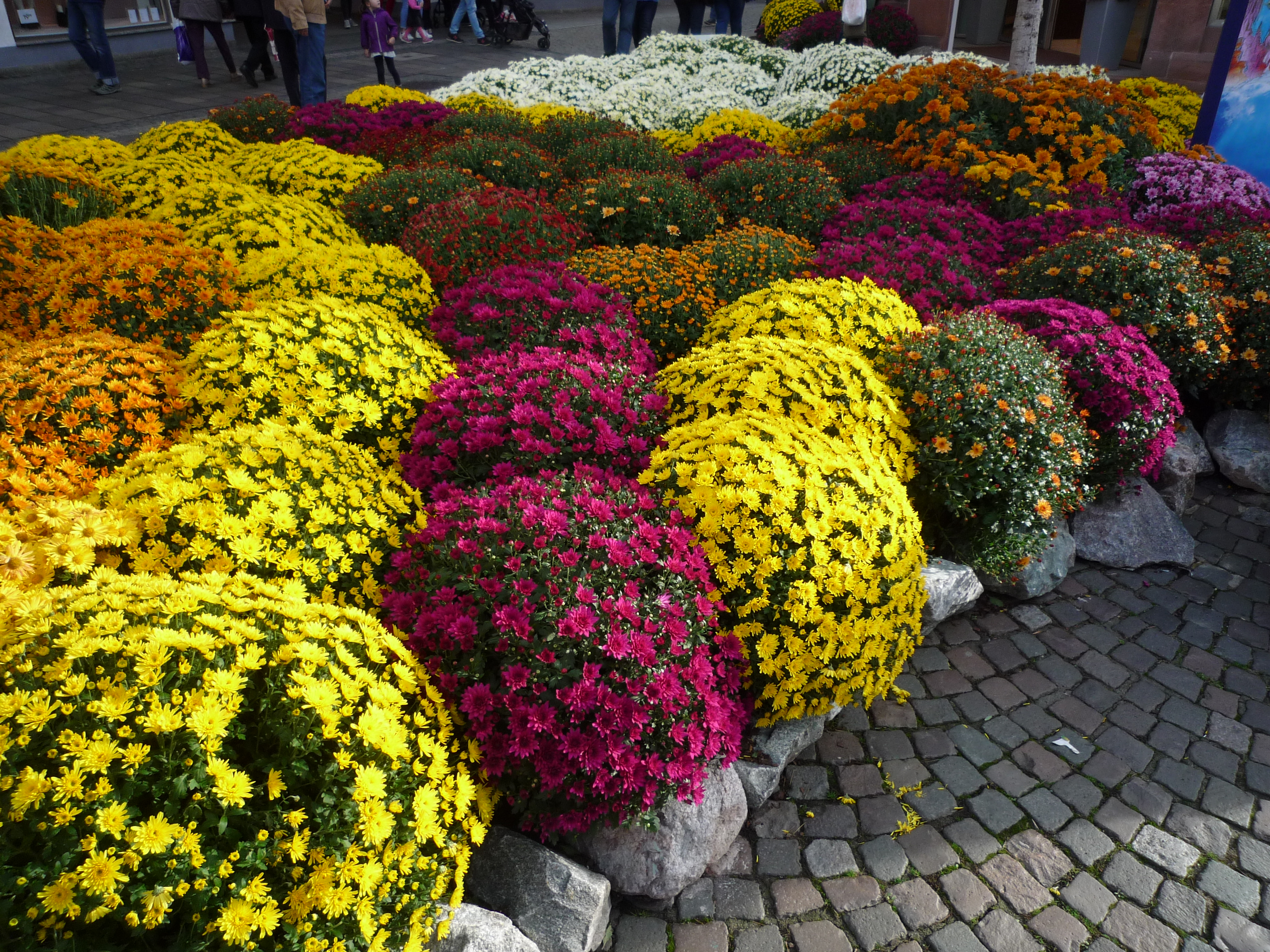
Chrysanthema 2019

Die Chrysanthema – eine dreiwöchige, in Deutschland einzigartige Blumenausstellung – findet jährlich im Spätjahr statt und lockt tausende Blumeninteressierte aus ganz Deutschland und den Nachbarländern in die aufwendig geschmückte Altstadt.
Alle vier Jahre findet zudem das Lahrer Stadtfest statt, bei dem auf verschiedenen Bühnen über ganz Lahr verteilt verschiedene „Live-Acts“ dargeboten werden.
Seit dem Jahr 2000 bringt das Kulturamt Lahr mit der Ausstellungsreihe Kunst in die Stadt! jedes Jahr Großskulpturen in den öffentlichen Raum der Stadt mit dem Ziel, neue Wahrnehmungen zu erzeugen, zu überraschen und neue Perspektiven zu eröffnen. Die Ausstellung im öffentlichen Raum wird jeweils begleitet von einer Ausstellung mit weiteren Werken des Künstlers in der Städtischen Galerie. Die Künstler, die bisher in der Reihe Kunst in die Stadt! ausstellten, sind:
- 2025: Menno Fahl
- 2024: Lothar Seruset
- 2023: Reinhard Sigle
- 2022: Jürgen Knubben[24]
- 2021: Werner Pokorny
- 2020: Robert Schad
- 2019: Guido Messer
- 2018: Jörg Bach
- 2017: Angelika Summa
- 2016: Reinhard Scherer
- 2015: Klaus Prior
- 2014: Ingrid Hartlieb
- 2013: Rüdiger Seidt
- 2012: Herbert Mehler
- 2011: Pura Vida Lahr – Bildhauerforum mit Künstlern aus Costa Rica
- 2010: Stefan Rohrer
- 2009: Thomas Diermann
- 2003: Gunter Stilling
- 2002: Reiner Seliger
- 2001: Casa Magica – Lichtkunst von Friedrich Förster und Sabine Weißinger
- 2000: Werner Pokorny

### Besondere Veranstaltungen
Das Landeskabinett beschloss, dass die Stadt die Landesgartenschau 2018 ausrichten wird. Hierbei setzte sich Lahr gegen 16 weitere Mitbewerber durch. Als Ausrichter der Blumenschau (12. April bis 14. Oktober 2018) wurde der Stadt eine Landesförderung von ca. 5 Millionen Euro und ca. 13 Millionen Euro für Arbeiten im Zusammenhang mit der Blumenschau bewilligt worden.
Laut dem damaligen Ministerpräsidenten Günther Oettinger sollen die Fördermittel der Region einen Schub verleihen.
Während der Corona-Pandemie im Jahr 2020 sorgte die Lahrer Kultur-Initiative WeLive Musikfestival für mediales Aufsehen. Das vom Lahrer punchline studio produzierte Online-Festival setzte von der Corona-Krise betroffene Regio-Künstler vor zehn Kameras in Szene und erreichte weltweit über eine halbe Million Menschen auf Facebook und YouTube. Veranstalter des Festivals war der gemeinnützige Verein Lahrer Rockwerkstatt e. V., die jeweils rund einstündigen Konzertfilme wurden im Schlachthof Lahr Jugend & Kultur unter der Regie der Lahrer Brüder Maik Styrnol und Pirmin Styrnol produziert. Zum Line Up der ersten Staffel zählten Dominik Büchele, Pervez Mody, Oil, Von Welt, No Authority und Qult. Für ihr Engagement wurden die Gründer des WeLive Musikfestivals mit dem deutschen Rock&Pop-Preis für die Förderung der Musikkultur ausgezeichnet. Bereits im Oktober 2020 verkündeten Rockwerkstatt und punchline studio die Produktion einer zweiten Staffel. Seit April 2021 gehen die Lahrer Macher von WeLive zudem mit der Schwesterinitiative WeLive on Tour auf Konzerttournee durch Baden-Württemberg und machten dafür auch im Parktheater Lahr und in der Sternenberghalle Friesenheim Station. Im Line Up für das Jahr 2021 stehen untern Anderem die Funkband FATCAT, der Blues-Musiker Matt Woosey, die Schweizer Rockband Dead Venus, die Opernsängerin Cornelia Lanz und die Rap-Band Zweierpasch. WeLive on Tour wird dabei vom Innovationsfond Kunst 2021 des Landes Baden-Württemberg gefördert. Im Mai 2021 erhielten die Macher der Konzertfilmserie zudem den renommierten Alternativen Medienpreis für das Projekt. Das Musikmagazin „Time For Metal“ bezeichnete die Mediathek von WeLive als das „Netflix für Regio-Künstler“.

## Wirtschaft und Infrastruktur

### Verkehr

#### Fernstraßen

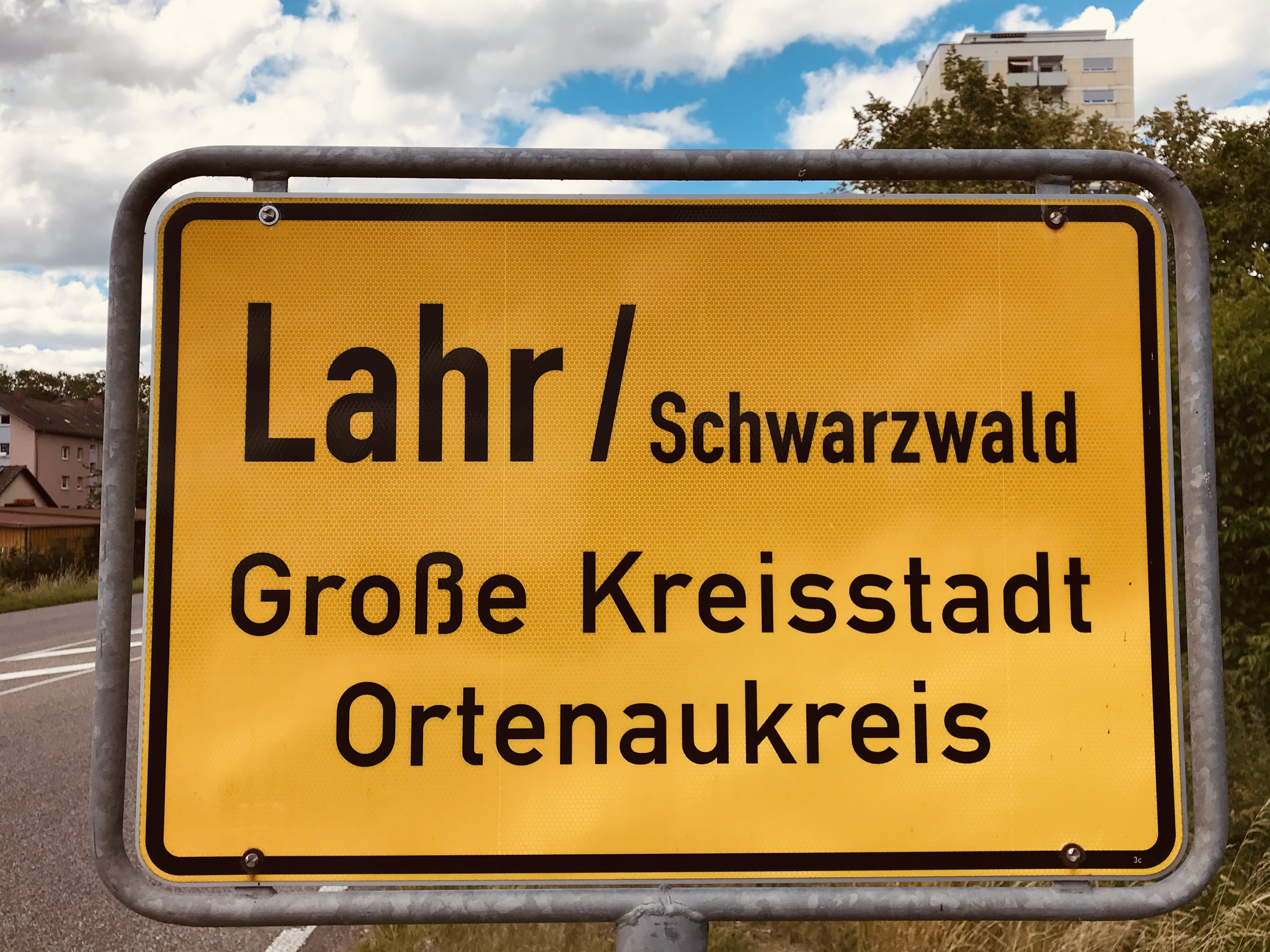
Lahrer Ortseingangsschild

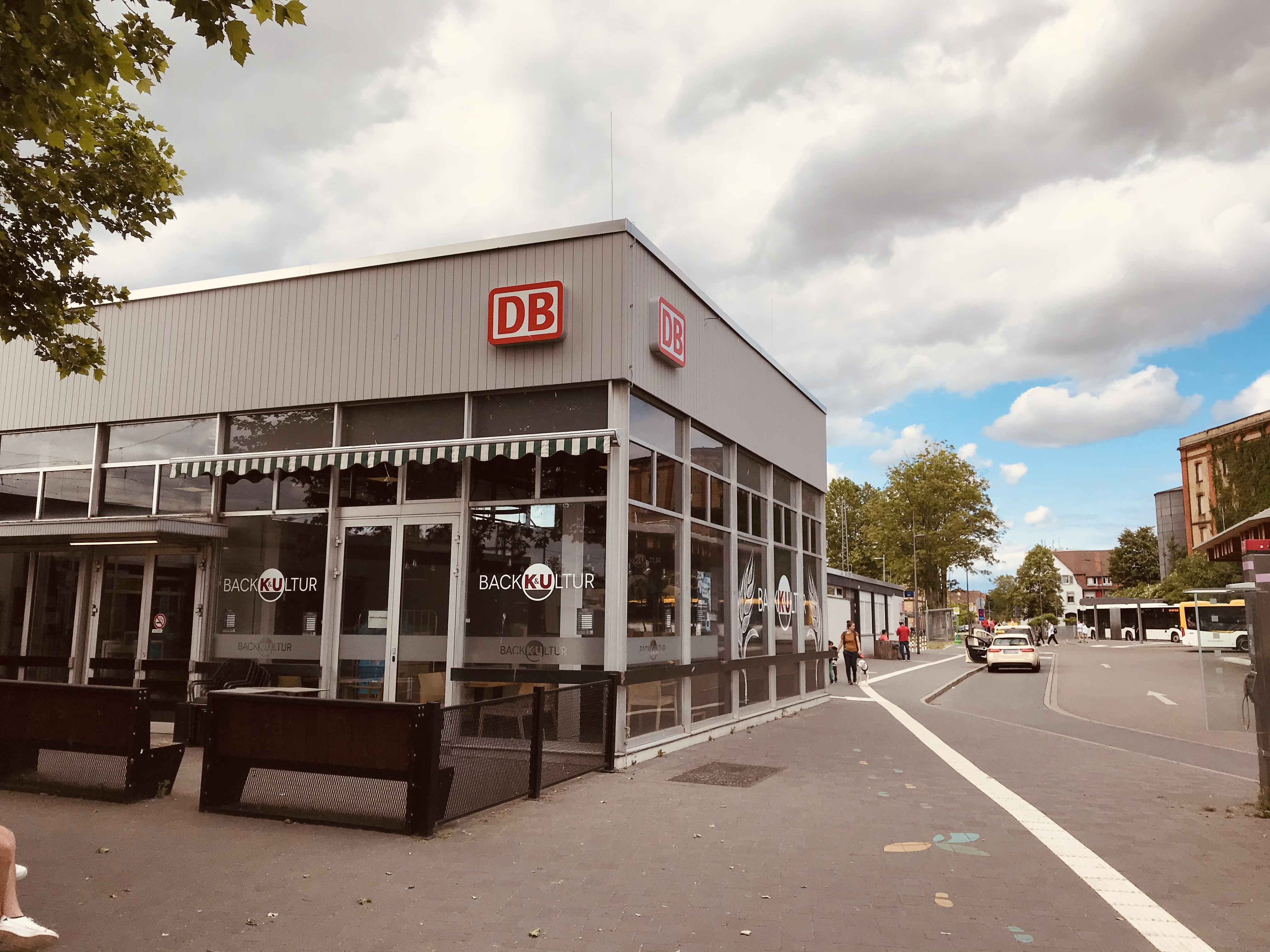
Bahnhof Lahr (Schwarzwald)

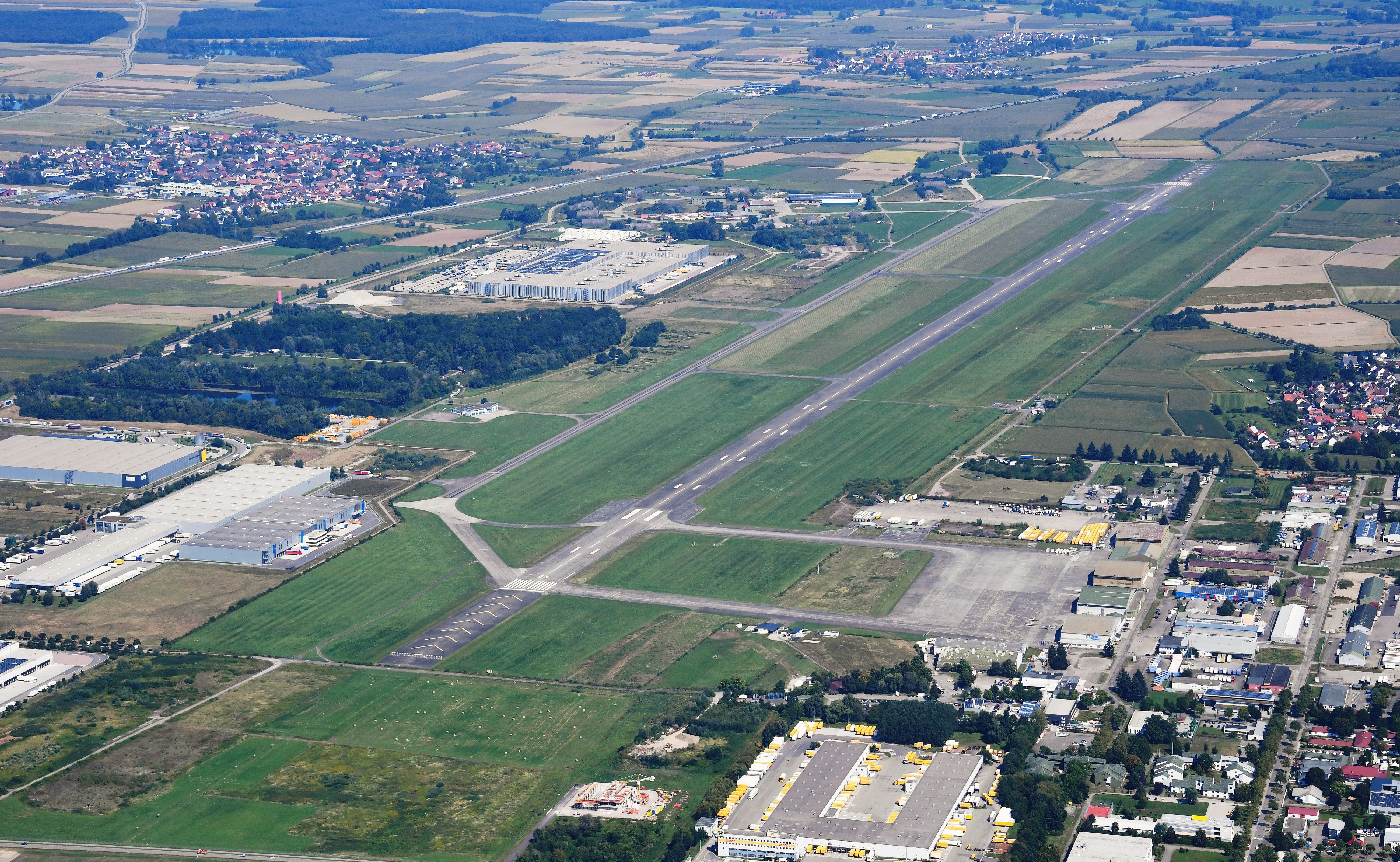
Flughafen Lahr

Lahr verfügt über eine Autobahnanbindung an die A 5 Karlsruhe–Basel und ist Kreuzungspunkt der Bundesstraßen 3 und 415.

#### Bahnverkehr
Der Bahnhof Lahr/Schwarzwald liegt an der Rheintalbahn der Deutschen Bahn. Seit 2018 bedient die französische Bahn SNCF den Bahnhof Lahr mit dem Hochgeschwindigkeitszug TGV. Paris ist dadurch ohne Umsteigen in 2 Std. 40 Min. mit Zwischenhalt in Strasbourg zu erreichen. Der ehemalige Stadtbahnhof der Bahnstrecke Lahr–Lahr Stadt und die Anlagen der Mittelbadische Eisenbahnen AG, die von Seelbach (Schutter) nach Kehl als Dampfstraßenbahn durch die Stadt fuhr, sind mittlerweile vollständig abgebaut. Seit 1. September 2020 gibt es mit der Buslinie 280 montags bis freitags sechsmal täglich eine Verbindung zwischen dem Bahnhof Lahr und dem Bahnhof des elsässischen Erstein.

#### Radverkehr
Durch Alltagsrouten aus dem Radnetz Baden-Württemberg ist Lahr
- über Kippenheim und an Ettenheim vorbei mit Emmendingen,
- über Friesenheim mit Offenburg und
- an Allmannsweier vorbei mit Kehl verbunden.

Durch Lahr verläuft als Landes-Radfernweg der Badische Weinradweg. Er führt von Grenzach-Wyhlen am Hochrhein nach Laudenbach im Norden Baden-Württembergs, dabei werden sieben der neun badischen Weinanbaugebiete untereinander verbunden. Die Route verläuft von Kippenheim über den Stadtteil Sulz in die Lahrer Innenstadt und weiter nach Friesenheim.
Lahr ist Mitglied der AGFK (Arbeitsgemeinschaft Fahrrad- und Fußverkehrsfreundlicher Kommunen) in Baden-Württemberg und hat die „Qualitätsstufe“ für eine fahrradfreundliche Kommune erreicht.

#### Flughafen
Lahr verfügt mit der ehemaligen NATO-Airbase über den Flughafen Blackforest Airport, dessen Start-/Landebahn von 3 km Länge und 45 m Breite zu den längeren in Deutschland zählt.

### Ortsansässige Unternehmen

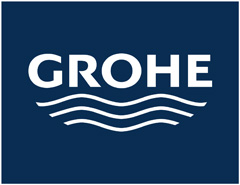
Logo der Grohe AG

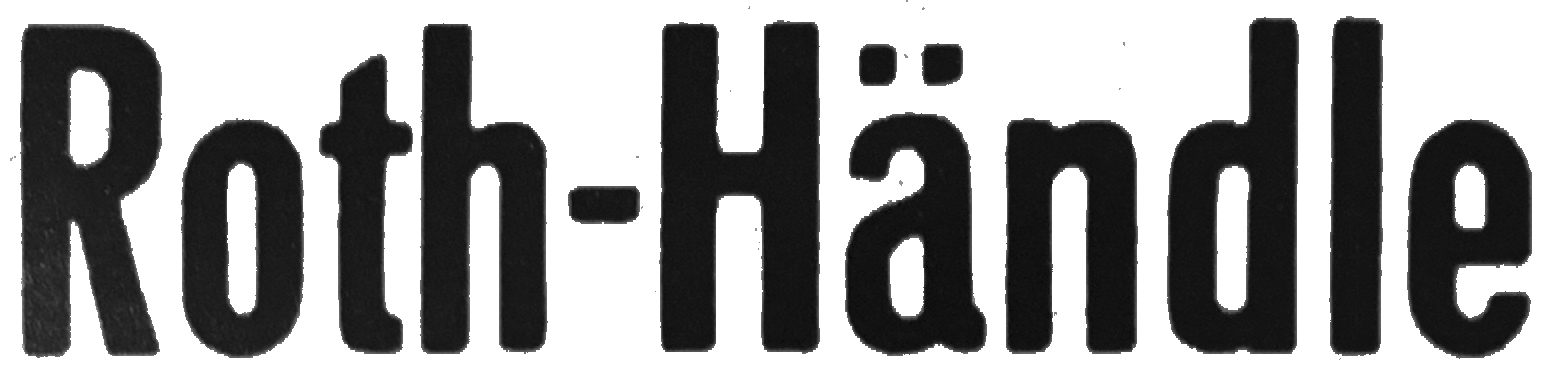
Logo der Badischen Tabakmanufaktur Roth-Händle GmbH

- Schaeffler Technologies GmbH & Co.KG; Hersteller von Maschinenteilen; größter industrieller Arbeitgeber in Lahr.
- Grohe AG Werk Lahr; Sanitäre Armaturen und Thermostate
- Schneider Electric Motion Deutschland GmbH & Co. KG; ehemals Berger Lahr GmbH & Co. KG; (Antriebstechnik, Elektronik)
- Elektrizitätswerk Mittelbaden AG & Co. KG; regionaler Energieversorger
- Die landeseigene SWEG Südwestdeutsche Landesverkehrs-GmbH betreibt zahlreiche Eisenbahnstrecken und Buslinien.
- Die Oscar Weil GmbH ist ein alt eingesessener Lahrer Betrieb, der unter anderem durch den Markennamen abrazo bekannt ist.
- Im Ernst Kaufmann-Verlag sind mehrere Verlage vereinigt, zu denen die ältesten Unternehmen der Branche weltweit gehören und bis auf das Jahr 1815 zurückzuführen sind. 2001 bis 2010 erschien der Lahrer Hinkende Bote im Kaufmann Verlag, seitdem im Silberburg-Verlag, der 2012 sein badisches Büro von Lahr nach Baden-Baden verlegte. Darüber hinaus werden im Kaufmann-Verlag jährlich rund 80 neue Titel aufgelegt.
- Gugis Hörbücher produziert seine Verlagsprodukte unter anderem mit Franz Hohler, Gert Heidenreich oder Ilja Richter.
- Der Verlag Moritz Schauenburg war ebenfalls ein traditionsreiches Unternehmen in Lahr, das im Jahre 1999 liquidiert wurde.
- Eine bedeutende Rolle in der Stadt spielte die Badische Tabakmanufaktur Roth-Händle GmbH, die 1871 in Straßburg gegründet wurde. 1920 wurde sie nach Lahr verlegt und bestand bis 2007. Sie gehörte seit 1957 zur Reemtsma-Cigarettenfabriken-Gruppe.
- Ein ebenfalls einstmals bedeutender Betrieb in Lahr war die Albert Nestler Zeichentechnik als international bedeutender Hersteller von Zeichenbrettern und Rechenschiebern, der von 1876 bis in die 1990er Jahre bestand. Das Nestler-Areal in der Bahnhofstraße ist das ehemalige Firmengelände.
- Die Rewe Group, ist im Lahrer Gewerbegebiet mit einem Logistikzentrum für seine Penny-Märkte im Raum Südbaden und Saarland vertreten.[56]
- Die Feuerstein GmbH, auch bekannt als Molotow, ist ein Hersteller von Farben, Markern, Spraydosen und Zubehör für den Streetart und Graffitibereich. Die Firma ist in Lahr ansässig.[57]
- Das Unternehmen Zehnder Group Deutschland GmbH zählt zu der Heizkörperbranche und hat sich auf Wohnungslüftungssysteme mit Wärmerückgewinnung spezialisiert.[58]
- Mit dem MediClin Herzzentrum hat Lahr eine Fachklinik von überregionaler Bedeutung. Hier werden jährlich über 5000 Patienten[59] aus ganz Deutschland und dem Ausland behandelt.[60]
- Zalando unterhält einen Logistikstandort mit rund 1000 Beschäftigten.[61]
- Die Vogel-Bau Firmengruppe mit mehr als 900 Beschäftigten hat ihren Hauptsitz in Lahr.
- Das Lahrer Medienproduktionsunternehmen Punchline Studio zählt zu den führenden Produzenten für Konzertfilme in Süddeutschland.[62][63][64][65]
- Seit 2015 betreiben Fenaco und ZG Raiffeisen das deutsch-schweizerische Joint Venture LahrLogistics.[66]

### Behörden, Gericht und Einrichtungen

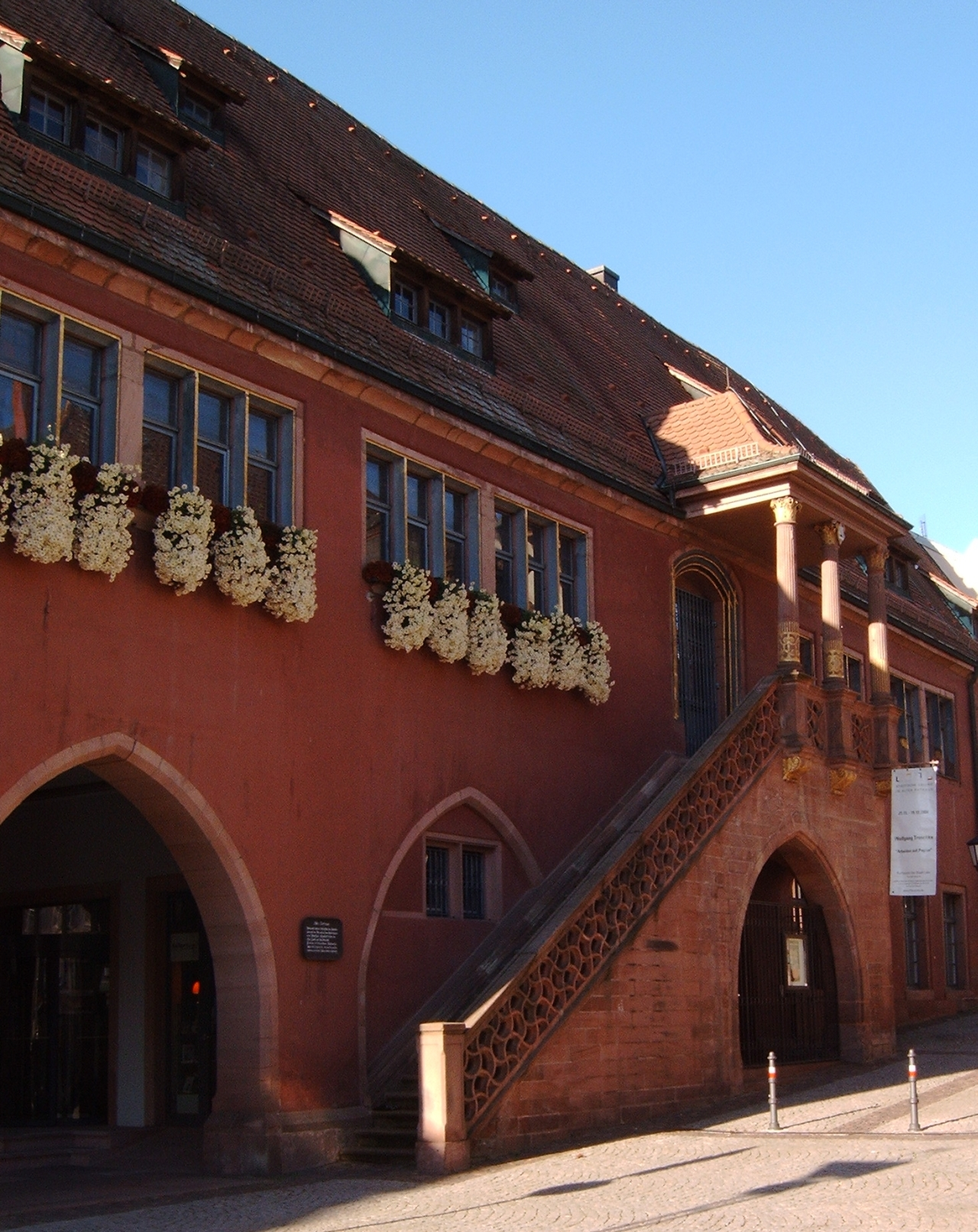
Altes Rathaus

In Lahr-Mietersheim ist das Institut für Bildung und Ausbildung Lahr, kurz IBA Lahr, der Hochschule für Polizei Baden-Württemberg ansässig. Hier werden junge Anwärter auf ihren Dienst vorbereitet und durchlaufen die Theoriephase. Ferner gibt es in Lahr das Amtsgericht Lahr, das zum Landgerichtsbezirk Offenburg gehört, Kammern des Arbeitsgerichts Freiburg, ein Finanzamt, eine Agentur für Arbeit und ein Notariat. Auch der Medizinische Dienst der Krankenversicherung Baden-Württemberg hat hier seinen Hauptsitz. Ferner ist Lahr Sitz des Dekanats Lahr der Evangelischen Landeskirche in Baden und des Dekanats Lahr innerhalb der Region Ortenau des Erzbistums Freiburg.

### Medien
In Lahr erscheinen drei Tageszeitungen.
Die Lahrer Zeitung, eine Lokalausgabe des Schwarzwälder Boten, die Lokalausgabe der Badischen Zeitung aus Freiburg (ehemals „Lahrer Anzeiger“) und der Lahrer Lokalteil der Mittelbadischen Presse aus Offenburg unter dem wiederbelebten Titel „Lahrer Anzeiger“. Als Besonderheit ist noch der seit 1800 erscheinende Lahrer hinkende Bote zu erwähnen. Ebenfalls in Lahr ansässig ist das Medienproduktionsunternehmen Punchline Studio, das mit seinen Dokumentarfilmen bereits mehrfach internationale Film- und Medienpreise gewinnen konnte.

### Bildung und Forschung
Lahr beherbergte bis 2012 die staatlich anerkannte Privatuniversität Wissenschaftliche Hochschule Lahr der AKAD-Privathochschulen. Das Klinikum Lahr ist akademisches Lehrkrankenhaus der Universität Freiburg.
In der Stadt Lahr gibt es drei Gymnasien:
- Max-Planck-Gymnasium (Profil: Französisch und Englisch, Naturwissenschaft und Technik)
- Scheffel-Gymnasium (seit 1804, die älteste höhere Schule zwischen Karlsruhe und Freiburg, Profil: Französisch und Englisch, Latein und Englisch, Italienisch, Bilingualer Englisch-Zug, Hochbegabten-Klasse, NaT-Working, Naturwissenschaft und Technik)
- Clara-Schumann-Gymnasium (seit 1997 mit achtjährigem Zug, Profil: Schwerpunkt Musik, siebenjähriger Aufbauzug ab Klasse 7, dreijähriger Aufbauzug nach der Mittleren Reife, Internatsangebot mit ca. 45 Plätzen)

Weitere Schulen sind die Otto-Hahn-Realschule, die Gutenbergschule (Förderschule), neun Grundschulen: Eichrodt-Grundschule, Geroldseckerschule, Johann-Peter-Hebel-Schule, Luisenschule, Schutterlindenberg-Schule, Grundschule Kuhbach, Grundschule Langenwinkel, Schulhaus Kippenheimweiler, Grundschule Sulz und Grundschule Mietersheim. Dazu kommt eine Grund- und Hauptschule, die Theodor-Heuss-Hauptschule in Dinglingen sowie die  Friedrichschule, die seit 2016 eine Gemeinschaftsschule ist.
Der Ortenaukreis ist Träger der Gewerblichen Schulen Lahr, der Kaufmännischen Schule Lahr (unter anderem mit dem Integrierten Beruflichen Gymnasium Lahr, das eine sozialwissenschaftliche und eine wirtschaftswissenschaftliche Richtung hat), der Beruflichen Schule im Mauerfeld (Hauswirtschaftliche und Landwirtschaftliche Schule), der Brüder-Grimm-Schule für Sprachbehinderte mit Pinocchio-Schulkindergarten für Sprachbehinderte und der Georg-Wimmer-Schule für Geistigbehinderte mit Schulkindergarten für Geistigbehinderte.
Weitere öffentliche Schulen sind die Badische Malerfachschule und die Krankenpflegeschule am Klinikum Lahr.
Zahlreiche Privatschulen runden das schulische Angebot Lahrs ab. Es gibt unter anderem ein Abendgymnasium, eine Abendrealschule, die Altenpflegeschule der Arbeiterwohlfahrt am Altvaterweg, eine Berufsfachschule für Kosmetik, die Ferdinand-Fingado-Schule für Erziehungshilfe, eine Freie Evangelische Schule (Grund-, Haupt- und Realschule sowie Gymnasium), eine Hebammenschule und eine Physiotherapeutenschule der Deutschen Angestellten-Akademie e. V. und die Sprachheilschule am Evangelischen Kinder- und Jugendhilfezentrum.

### Hilfsorganisation THW
Der Ortsverband Lahr der Bundesanstalt Technisches Hilfswerk (THW) besteht seit den 1950er Jahren. Er war bisher deutschlandweit und im Ausland unter anderem nach Flutkatastrophen tätig. Der Ortsverband hat neben dem Zugtrupp, der Bergungsgruppe auch eine Fachgruppe Räumen, vom Typ B mit einem Radlader und eine Fachgruppe Notversorgung und Notinstandsetzung. Aus früheren Zeiten ist umfangreiche Beleuchtungsausstattung unter anderem mit einem schwebenden Beleuchtungsballon einsatzbereit, was so in Kombination in Deutschland einmalig ist.

## Persönlichkeiten

### Ehrenbürger
Die Stadt Lahr hat folgenden Personen das Ehrenbürgerrecht verliehen:
- 1818: Ludwig Freiherr von Liebenstein
- 1829: Carl Ludwig II. von Lotzbeck; für die Vorteile, die seine Tabakfabrik Stadt und Bürgerschaft gewährte
- 1844: Philipp Jacob Bittmann, Amtsrevisor; für Verdienste um die Einwohnerschaft und das Rechnungswesen der Stadt
- 1851: Friedrich Greiner, Bezirksingenieur; für seine Verdienste um den Bau der Lahrer Wasserleitung
- 1858: Karl August Gebhard, Hofrat und Gymnasialdirektor
- 1862: Friedrich Freiherr von Seldeneck, Oberförster
- 1863: Ferdinand von Lotzbeck, Fabrikant; für Verdienste um die Stadt und die Förderung der Eisenbahn
- 1893: August Winther, Vorsteher des Bezirksamts
- 1895: Fürst Otto von Bismarck (1815–1898), ehemaliger Reichskanzler
- 1899: Ferdinand Sander (1840–1920), Fabrikant
- 1928: Gustav Altfelix (1859–1934), Oberbürgermeister
- 1933: Adolf Hitler (1889–1945), Reichskanzler (nach Gemeinderatsbeschluss von 1947 aus der Liste gestrichen)
- 1933: Paul von Hindenburg (1847–1934), Reichspräsident (nach Gemeinderatsbeschluss von 1947 aus der Liste gestrichen)
- 1953: Paul Waeldin (1888–1969), Regierungspräsident und Oberbürgermeister
- 1952: Hans Benetz, Fabrikant; wegen seiner Verdienste um die Bürger der früher selbständigen Gemeinde Kuhbach. Benetz wurde mit der Eingemeindung von Kuhbach 1972 Ehrenbürger von Lahr
- 1976: Charles Laurent-Thouverey, Bürgermeister von Dole; für seine Verdienste um das freundschaftliche Verhältnis zwischen Lahr und Dole
- 1981: Felix Wankel (1902–1988), Ingenieur; in Würdigung seiner „zukunftsweisenden Erfindung“ des Drehkolbenmotors
- 2019: Wolfgang G. Müller 1997–2019 Oberbürgermeister von Lahr

### Söhne und Töchter der Stadt

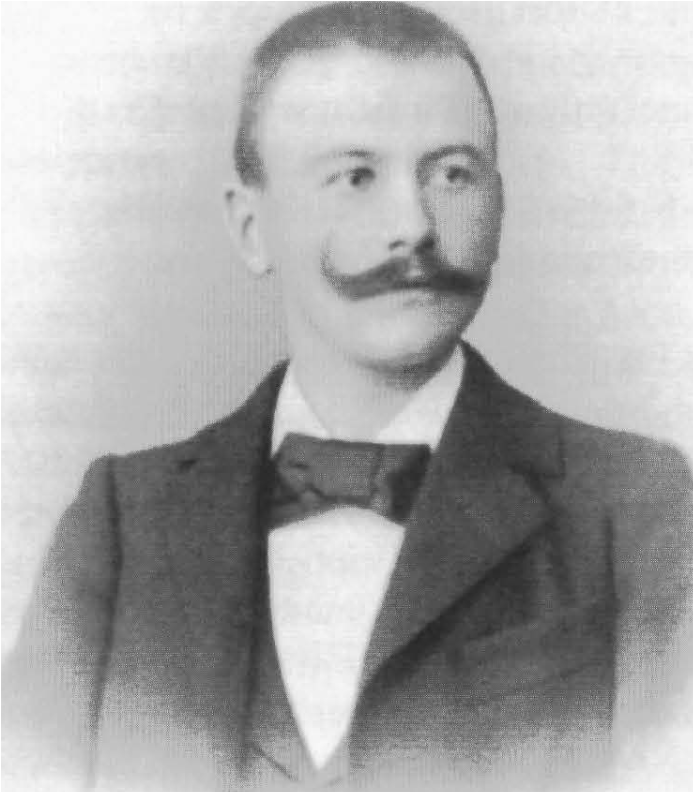
Karl Ludwig Sütterlin (1917)

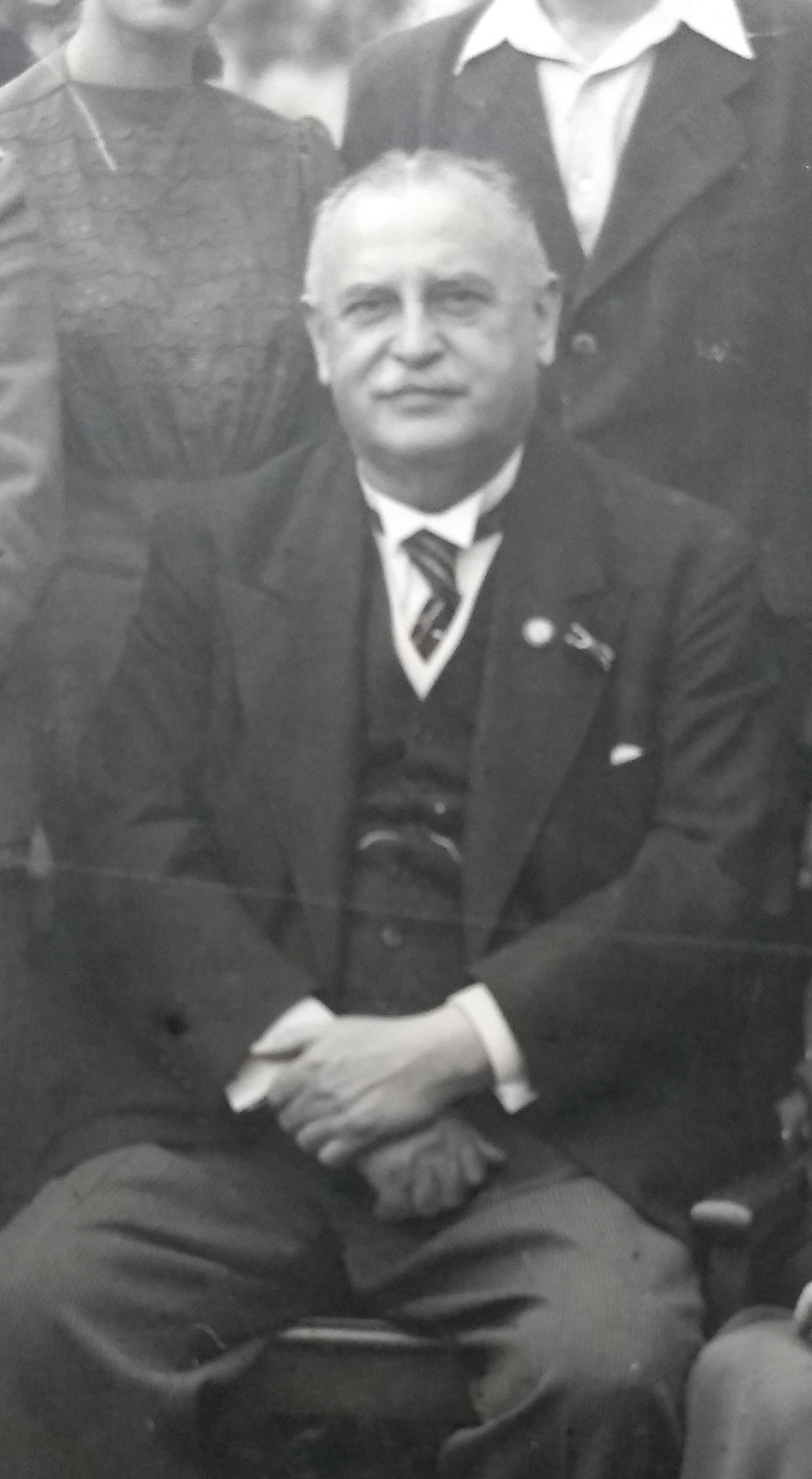
Hermann Waibel (1944)

- ?, Georg Heid; † 22. Oktober 1525 in Lahr, genannt der Geysmeyer, überregional aktiver Bauernführer
- 1773, 16. Juni, Anton Otto Schellenberg, † 4. August 1857 in Freiburg im Breisgau, geboren in Dinglingen, Schriftsteller, Privatlehrer, evangelischer Theologe und Pfarrer
- 1789, 11. Oktober, Johann Christian Metzger; † 15. September 1852 in Bad Wildbad, Landschaftsarchitekt, Gärtner und Pomologe
- 1789, 12. November, Philipp Jakob Siebenpfeiffer; † 14. Mai 1845 in Bümpliz, Initiator und Hauptredner des Hambacher Festes
- 1804, 12. März, Wilhelm von Bausch; † 8. März 1873 in Karlsruhe, badischer Oberamtmann, Landtagsabgeordneter
- 1809, 30. Juni, Christian Wilhelm Jamm; † 7. Mai 1875 in Lahr, Großhandelskaufmann in Kuba, Stifter des Stadtparkes, der Christuskirche und der Stadtbibliothek, Erbauer der Villa Jamm
- 1811, 22. April, Denis Bühler; † 1890 in Lausanne (Schweiz), Landschaftsarchitekt (u. a. Parc de la Tête d’Or in Lyon)
- 1814, 2. Februar in Kippenheimweiler, Ludwig Huber † 10. Oktober 1887 in Hohberg-Niederschopfheim, Imker
- 1814, 5. Dezember Reinhard Schellenberg; † 23. Februar 1890 in Karlsruhe, evangelischer Theologe und badischer Oberkirchenrat
- 1818, 1. Juli, Karl von Vierordt; † 22. November 1884 in Tübingen, Physiologe
- 1838, 8. August, Friedrich Neubronn von Eisenburg; † 13. Juni 1915 in Freiburg im Breisgau, badischer Richter und Politiker
- 1844, 14. November, Friedrich Geßler; † 3. Januar 1891 in Lahr, Schriftsteller
- 1847, 22. Januar, Ferdinand Thiergarten; † 14. Mai 1919 in Karlsruhe, Druckereibesitzer und Verleger
- 1853, 1. September, Karl Maxstadt; † 14. Januar 1930 in München, Volkssänger, Gesangshumorist
- 1858, 30. März, Friedrich Weill; † 3. Juni 1934 in Karlsruhe, Rechtsanwalt und Politiker
- 1858, 13. April, Max Heidlauff; † unbekannt, badischer Landtagsabgeordneter
- 1860, 9. Dezember im Stadtteil Hugsweier, Carl Bader; † 25. August 1918 Wuppertal, Gründer und Direktor des Diakoniewerk „Bethesda“ in Wuppertal
- 1865, 18. März Karl Jakob Ludwig Bucherer; † 6. August 1925 in Leipzig, deutscher Reichsgerichtsrat
- 1865, 23. Juli, Ludwig Sütterlin; † 20. November 1917 in Berlin, Erfinder und Gestalter der Sütterlinschrift
- 1868, 20. Mai, Adolf Schmidlin; † 22. Juni 1954 in Freiburg im Breisgau, Kunstmaler
- 1875, 12. Oktober Emil Rudolf Weiß; † 7. November 1942 in Meersburg, Grafiker, Maler, Schriftgestalter, Typograf, Weiß'sche Schrifttype, Lehrer und Dichter
- 1876, 22. Juni, Hermann Hummel; † 13. September 1952 in Krefeld, Chemiker, Pädagoge, Manager und Politiker (DDP), Staatspräsident der Republik Baden
- 1880, Karl Bender; † 1970 in Karlsruhe, Politiker (Zentrum), Oberbürgermeister von Freiburg
- 1881, 22. August, Hermann Waibel; † 22. Februar 1945 in Frankfurt/M.-Höchst, Unternehmer, Vorstandsmitglied und Ostasienexperte der I.G. Farben
- 1883, Paul Bader; † 28. Februar 1971 in Emmendingen, Offizier, zuletzt General der Artillerie
- 1884, 28. Mai, Alfred Frank; † 12. Januar 1945 in Dresden, Maler und Grafiker
- 1885, 23. Dezember, Gustav Traub; † 16. Mai 1955 in St. Märgen, Maler und Grafiker
- 1886, 9. September, Wilhelm Wickertsheimer; † 7. Februar 1968, Landschaftsmaler
- 1897, 6. Januar, Karl Gärtner; † 26. November 1944 in Straßburg, badischer Ministerialdirektor
- 1897, 19. Juni, Elisabeth Walter; † 4. Juni 1956 in Konstanz, Lehrerin und Schriftstellerin
- 1888, 12. Juni, Paul Waeldin; † 15. November 1969 in Lahr, Jurist und Politiker (DDP, später FDP), Landtagsabgeordneter
- 1898, 27. Mai, Richard Oechsle; † 12. Mai 1986 in München, Politiker (SPD), bayerischer Staatsminister
- 1900, 19. Oktober, August Kramer; † 22. Juli 1979 in Bad Rippoldsau-Schapbach, Politiker (NSDAP), MdR
- 1902, 13. August, Felix Wankel; † 9. Oktober 1988 in Heidelberg, Erfinder des Wankelmotors, Ehrenbürger Lahrs seit 1981
- 1903, 18. Mai, Alfred Horcher; † 21. Mai 1995 in Freiburg im Breisgau, 1947 und 1948 Landrat des Landkreises Lörrach
- 1904, 5. Juni, Hans Furler; † 29. Juni 1975 in Achern, Politiker (CDU), MdB, MdEP, Präsident des Europäischen Parlaments 1960–1962
- 1905, 22. März, Rudolf Ritter; † 18. Juni 1994 in Ettenheim, Politiker (FDP), Bürgermeister und Landrat
- 1905, 26. Dezember, Hayno Focken; † 8. November 1968 in Lahr, Metallbildner und Silberschmied
- 1909, 18. März, Jakob Renz; † 25. Januar 1951 in Mosbach, von 1902 bis 1925 Bürgermeister von Mosbach
- 1909, 4. Mai, Robert Thren; † 26. Oktober 1995 in Radebeul, Biologe und Arzneimittelforscher
- 1909, 15. November, Fritz Rinderspacher; † 8. Juli 1998 in Hugsweier, Politiker (SPD), MdB
- 1913, 17. November, Helmut Beinert; † 21. Dezember 2007, US-amerikanischer Biochemiker
- 1918, 15. Mai, Reinhold Glatz; † 18. Februar 1998, Ingenieur, Hochschullehrer und Hochschulrektor
- 1922, 13. Juni, Inge Ott; † November 2023, Schriftstellerin
- 1924, 2. September, Philipp Brucker; † 23. Juli 2013, Alt-Oberbürgermeister, Heimatdichter
- 1929, 15. Juli, Theo Gallehr; † 2. September 2001, Hörspielautor, Filmemacher, Journalist, bildender Künstler und Hochschullehrer für Bildende Kunst
- 1930, 14. März, Dieter Schnebel; † 20. Mai 2018, Komponist experimenteller Musik, Theologe
- 1934, 24. Februar im Stadtteil Hugsweier, Robert Ruder; † 13. August 2015, Pädagoge und Politiker der CDU
- 1941, 17. Oktober, Jürgen Weber; † 12. Mai 2025, Aufsichtsratsvorsitzender und Vorstandsvorsitzender der Lufthansa AG
- 1942, 24. Juni, Martin Herrenknecht, Gründer (1977) und Vorstandsvorsitzender der Herrenknecht AG
- 1942, 22. November, Walter Caroli, Politiker (SPD), Landtagsabgeordneter und Beigeordneter in Lahr
- 1943, 24. Mai, Michael Knieriem, Historiker, Leiter des Museums Historisches Zentrum in Wuppertal
- 1944, 12. Juli, Gerhart von Graevenitz; † 25. März 2016, Literaturwissenschaftler, Rektor der Universität Konstanz
- 1946, 17. Juni, Carl-Eugen Eberle, Jurist und Hochschullehrer
- 1948, 7. August, Walter Schmidt, Leichtathlet und Olympiateilnehmer
- 1948, 6. September, Werner Schwärzel, Motorradrennfahrer und Seitenwagen-Weltmeister
- 1949, 17. September, Christian Proust, französischer Politiker
- September Christian Proust, französischer Politiker
- 1950, 30. Juni, Marion J. Johannsen geb. Schaller, deutsche Juristin, Verbandsgeschäftsführerin und Hochschulsenatorin e. h.
- 1953, 11. Dezember, Arno Ehret, Handballweltmeister und ehemaliger Nationaltrainer
- 1954, 20. September, Renate Götting, Politikerin (FDP/DVP), Landtagsabgeordnete von 2004 bis 2006
- 1955, 13. Oktober, Adrienne Goehler, Politikerin (parteilos) und Publizistin
- 1955, Otto Fehrenbacher, Koch
- 1956, 8. August, Bernd Pohlenz, Zeichner und Cartoon-Künstler
- 1957, 12. August, Jürgen Leonhardt, klassischer Philologe
- 1960, Ralf Bernd Herden, Rechtsanwalt, Lehrbeauftragter, Publizist und Historiker
- 1961, 26. April, Andreas Blank; † 20. Januar 2001 in Kirchhain, Romanist, Sprachwissenschaftler und Hochschullehrer
- 1962, 11. Juni, Ira Wilhelm, Übersetzerin
- 1964, 17. Juli, Chris Ohnemus, Autorin
- 1966, 8. Oktober, Tabea Zimmermann, Bratschistin und Professorin an der Hochschule für Musik „Hanns Eisler“ Berlin
- 1969, 27. Februar, Oliver Schäfer, Fußballspieler
- 1969, 5. Juni, Niko Reith, Politiker (FDP), Landtagsabgeordneter
- 1969, 13. Dezember,  Tom Mueller, Musiker
- 1969, Martin Schwab, Poolbillardspieler
- 1970, André Rösler, Illustrator
- 1973, 1. Juli, Carsten Gabbert, politischer Beamter (Bündnis 90/Die Grünen)
- 1974, 2. Mai, Timo Reus, Fußballspieler
- 1975, Jessica Braun, Journalistin und Autorin
- 1975, Timo Handschuh, Dirigent
- 1975, Marco Hertenstein, Komponist und Hochschullehrer
- 1977, 3. Juni, Joe Hertenstein, Jazzmusiker
- 1977, Christian Bronsard, Eishockeytorwart
- 1978, 20. April, Jochen Saier, Sportfunktionär
- 1979, Daniel Fehrenbacher, Koch
- 1981, 22. August, Christina Obergföll, Speerwerferin, Weltmeisterin und Europarekordlerin
- 1983, 23. März, Sascha Riether, Fußballspieler. Deutscher Fußballmeister 2009 mit dem VFL Wolfsburg
- 1985, 20. September, Julius Emrich, Handballspieler
- 1988, 4. Juli, Sandrino Braun-Schumacher, Fußballspieler
- 1989, 25. Dezember, Pirmin Styrnol, Journalist, Filmemacher und Synchronsprecher
- 1997, 15. September, Annika Wendle, Ringerin[69]
- 2003, 14. Juli, Robert Wagner, Fußballspieler

### Sonstige Persönlichkeiten, die mit Lahr in Verbindung stehen
- Ludwig Eichrodt, * 1827 in Durlach; † 2. Februar 1892 in Lahr, Dichter, von ihm stammt der Begriff des Biedermeier
- Adolf Bartels, * 1862 in Wesselburen; † 1945 in Weimar, Dichter und Literaturhistoriker, von 1890 bis 1892 Chefredakteur der „Lahrer Zeitung“
- Otto Werner, * 1885 in Wriezen; † 1954 in Lahr, Architekt
- Frieda Unger, * 1888 in Schopfheim; † 1975 in Ost-Berlin; Lahrs „Rosa Luxemburg“, 1921–1925 KPD-Abgeordnete im Badischen Landtag
- Tilly Fleischer, * 1911 in Frankfurt am Main; † 2005 in Lahr; Leichtathletin, 1936 Olympiasiegerin im Speerwurf, lebte von 1948 bis zu ihrem Tod in Lahr
- Thomas Seitz, * 1967 in Ettenheim, in Lahr aufgewachsen, 2017–2025 Bundestagsabgeordneter für den Wahlkreis Emmendingen-Lahr